# Pleinfeld

Blick auf Pleinfeld vom Berg Fürst aus

Luftaufnahme des Brombachsees vom Westen aus in Richtung Staudamm. Rechts der Pleinfelder Gemeindeteil Ramsberg und der Bergrücken Schwarzleite

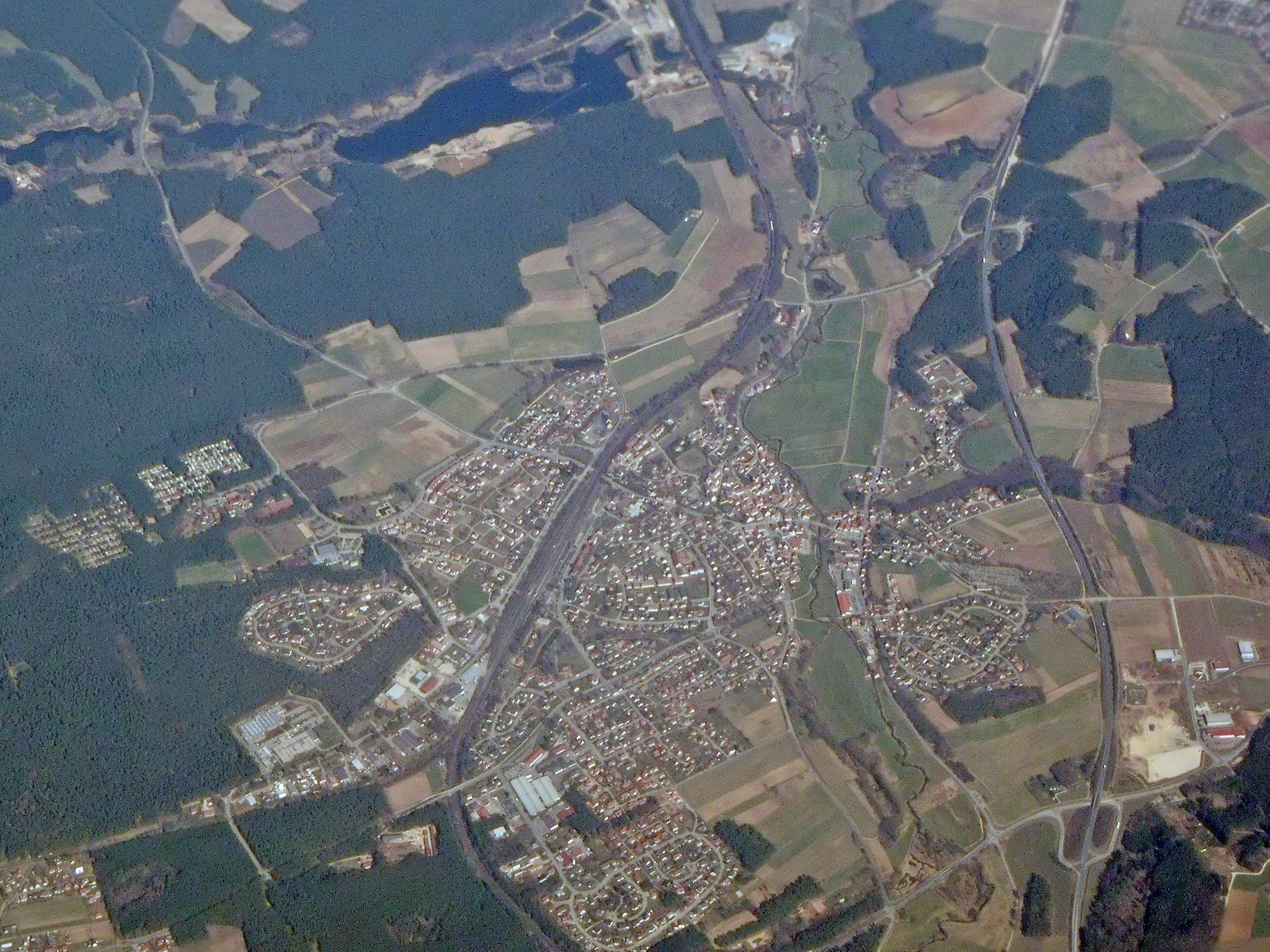
Luftbildaufnahme Pleinfelds (2010)

Pleinfeld ist ein Markt im mittelfränkischen Landkreis Weißenburg-Gunzenhausen. Der staatliche anerkannte Erholungsort liegt am Großen Brombachsee und ist neben Gunzenhausen ein wichtiger touristischer Ort im Fränkischen Seenland sowie der größte Ort am Brombachsee. Pleinfeld gilt als das nördliche Tor zum Naturpark Altmühltal. Pleinfeld ist der viertgrößte Ort im Landkreis Weißenburg-Gunzenhausen und profitiert von seiner verkehrstechnisch günstigen Lage im Süden der Metropolregion Nürnberg an der Verbindungsachse zwischen Nürnberg und Augsburg.

## Geografie

### Geografische Lage
Pleinfeld liegt im Norden des Landkreises Weißenburg-Gunzenhausen im als Altmühlfranken bezeichneten Teil Westmittelfrankens, südlich von Nürnberg, nordwestlich von Ingolstadt, nördlich von Augsburg und südöstlich von Ansbach etwa auf halber Strecke zwischen Roth im Norden und Weißenburg in Bayern im Süden.
Die Nachbargemeinden sind:
| Spalt (Landkreis Roth) | Röttenbach (Landkreis Roth)                 | Heideck (Landkreis Roth)             |
| Absberg, Pfofeld       | Kompassrose, die auf Nachbargemeinden zeigt | Heideck (Landkreis Roth), Ettenstatt |
| Ellingen               | Ellingen, Höttingen,                        | Ettenstatt                           |

### Landschaftsbild
Pleinfeld liegt größtenteils im Fränkischen Keuper-Lias-Land, die Gemeindeteile im Osten befinden sich in Sichtweite zur Weißenburger Alb, einem Teilhöhenzug der Fränkischen Alb. Der Westen des Gemeindegebiets liegt im Vorland des Spalter Hügellandes. Das Gelände der Gemeinde ist flach bis hügelig und von Nadelwäldern geprägt. Der Südfuß des Schloßbergs beim Heidecker Gemeindeteil Schloßberg im Nachbarlandkreis Roth liegt im äußersten Osten der Gemeinde. Durch das Gemeindegebiet führt der 11. Längengrad.
In Nord-Süd-Richtung wird Pleinfeld von der Schwäbischen Rezat durchflossen, die eine kilometerlange Furche mit wenig Gefälle in die Landschaft gegraben hat und mittig die Gemeinde in zwei Hälften teilt. Im Gemeindegebiet wird die Rezat von Arbach, Brombach, Rotem Graben, Iglseebach und Banzerbach gespeist. Es gibt etliche Weiherketten, wie der Heiligenwaldsee, die Fürstenweiher, der Iglsee und die Mandlesweiher. Der Große Brombachsee erstreckt sich im Nordwesten und bedeckt weite Teile des Gemeindegebiets. Weite Teile der Süd- und Osthälfte der Gemeinde werden von einer waldlosen Offenlandschaft eingenommen. Nur die Höhenzüge sind größtenteils bewaldet. Westlich von Pleinfeld gibt es große Föhren- und Fichtenbestände.
Die Nordgrenze des Naturparks Altmühltal führt mitten durch Pleinfeld. Die Grenze zum benachbarten Landkreis Roth verläuft nördlich. Bei Mackenmühle befindet sich mit 357 m ü. NHN der niedrigste Punkt des Landkreises Weißenburg-Gunzenhausen. Der höchste Punkt der Gemeinde ist eine Erhebung westlich von Dorsbrunn auf einer Höhe von 506 m ü. NHN.

### Gemeindeteile
Es gibt 34 Gemeindeteile (in Klammern ist der Siedlungstyp angegeben):
- Allmannsdorf (Kirchdorf)
- Banzermühle (Einöde)
- Birklein (Einöde)
- Böschleinsmühle (Weiler)
- Dorsbrunn (Pfarrdorf)
- Engelreuth (Weiler)
- Erlingsdorf (Weiler)
- Gündersbach (Dorf)
- Heinzenmühle (Einöde)
- Hohenweiler (Dorf)
- Kemnathen (Weiler)
- Ketschenmühle (Einöde)
- Kleinweingarten (Dorf)
- Langweidmühle (Einöde)
- Mackenmühle (Dorf)
- Mandlesmühle (Einöde)
- Mannholz (Dorf)
- Mäusleinsmühle (Einöde)
- Mischelbach (Kirchdorf)
- Pleinfeld (Hauptort)
- Prexelmühle (Einöde)
- Ramsberg am Brombachsee (Kirchdorf)
- Regelsberg (Einöde)
- Reichertsmühle (Einöde)
- Roxfeld (Weiler)
- Sandsee (Schloss)
- Seemannsmühle (Weiler)
- Sankt Veit (Pfarrdorf)
- Stirn (Pfarrdorf)
- Utzenmühle (Einöde)
- Veitserlbach (Dorf)
- Walkerszell (Kirchdorf)
- Walting (Pfarrdorf)
- Wurmmühle (Einöde)

Birkenmühle ist mittlerweile zur Wüstung geworden. Die Gemeindeteile Wurmmühle und Ketschenmühle bilden zusammen mit dem Hauptort Pleinfeld ein zusammenhängendes Siedlungsgebiet, das etwa 5000 Einwohner und damit fast zwei Drittel der Gemeindebevölkerung umfasst.
Auf dem Gemeindegebiet gibt es die Gemarkungen Allmannsdorf, Dorsbrunn, Mannholz, Mischelbach, Pleinfeld, Ramsberg, Sankt Veit, Stirn und Walting. Die Gemarkung Pleinfeld hat eine Fläche von 8,728 km². Sie ist in 2693 Flurstücke aufgeteilt, die eine durchschnittliche Flurstücksfläche von 3241,03 m² haben. In ihr liegen neben dem namensgebenden Ort die Gemeindeteile Böschleinsmühle, Ketschenmühle, Langweidmühle, Reichertsmühle, Seemannsmühle und Wurmmühle.

### Klima

Klimadiagramm für Mandlesmühle unweit des Brombachseedamms

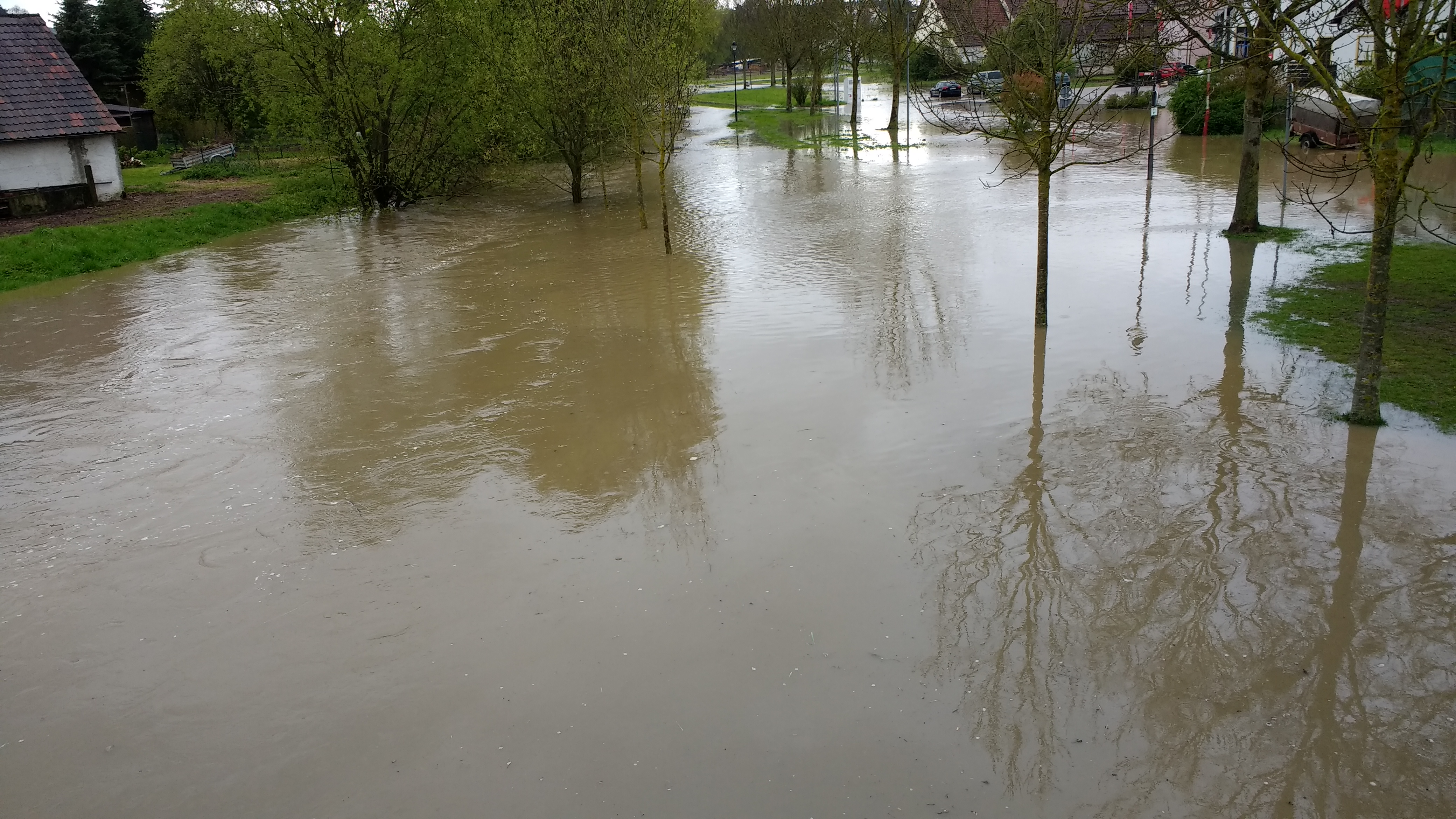
Überflutungen in Pleinfeld unweit der Nepomukbrücke

Aufgrund seiner Lage in Mitteleuropa hat der Markt Pleinfeld ein humides kühlgemäßigtes Übergangsklima, das weder sehr kontinental noch sehr maritim ist. Die Temperatur liegt im Jahresmittel bei 9,3 °C, es fallen 856 Millimeter Niederschlag pro Jahr. Trockenster Monat ist der Februar mit 52 Millimetern Niederschlagsmenge, niederschlagsreichster Monat ist der Juni mit 93 Millimetern. Kältester Monat ist Januar mit durchschnittlich −0,1 °C, wärmster Monat ist der Juli mit durchschnittlich 18,9 °C. Aufgrund seiner Lage besteht in Pleinfeld vor allem in den Wintermonaten Hochwassergefahr entlang der Schwäbischen Rezat und des Arbachs.
|                        | Jan  | Feb  | Mär | Apr  | Mai  | Jun  | Jul  | Aug  | Sep  | Okt  | Nov | Dez  |   |      |
| Mittl. Temperatur (°C) | −0,1 | 0,6  | 4,5 | 9,3  | 13,6 | 17,2 | 18,9 | 18,6 | 14,3 | 9,7  | 4,5 | 1,1  | ⌀ | 9,4  |
| Mittl. Tagesmax. (°C)  | 2,7  | 4,3  | 8,9 | 14,1 | 18,1 | 21,5 | 23,3 | 23,0 | 18,6 | 13,6 | 7,5 | 3,6  | ⌀ | 13,3 |
| Mittl. Tagesmin. (°C)  | −2,8 | −2,8 | 0,3 | 4,3  | 8,8  | 12,3 | 14,2 | 14,0 | 10,2 | 6,2  | 2,0 | −1,2 | ⌀ | 5,5  |
|                        |      |      |     |      |      |      |      |      |      |      |     |      |   |      |
| Niederschlag (mm)      | 64   | 52   | 65  | 58   | 87   | 87   | 93   | 83   | 67   | 64   | 67  | 69   | Σ | 856  |

| −2,8 |

| −2,8 |

| 0,3 |

| 4,3 |

| 8,8 |

| 12,3 |

| 14,2 |

| 14,0 |

| 10,2 |

| 6,2 |

| 2,0 |

| −1,2 |

| −2,8 |

| −2,8 |

| 0,3 |

| 4,3 |

| 8,8 |

| 12,3 |

| 14,2 |

| 14,0 |

| 10,2 |

| 6,2 |

| 2,0 |

| −1,2 |

| N i e d e r s c h l a g | 64  | 52  | 65  | 58  | 87  | 87  | 93  | 83  | 67  | 64  | 67  | 69  |
|                         | Jan | Feb | Mär | Apr | Mai | Jun | Jul | Aug | Sep | Okt | Nov | Dez |

### Flora und Fauna

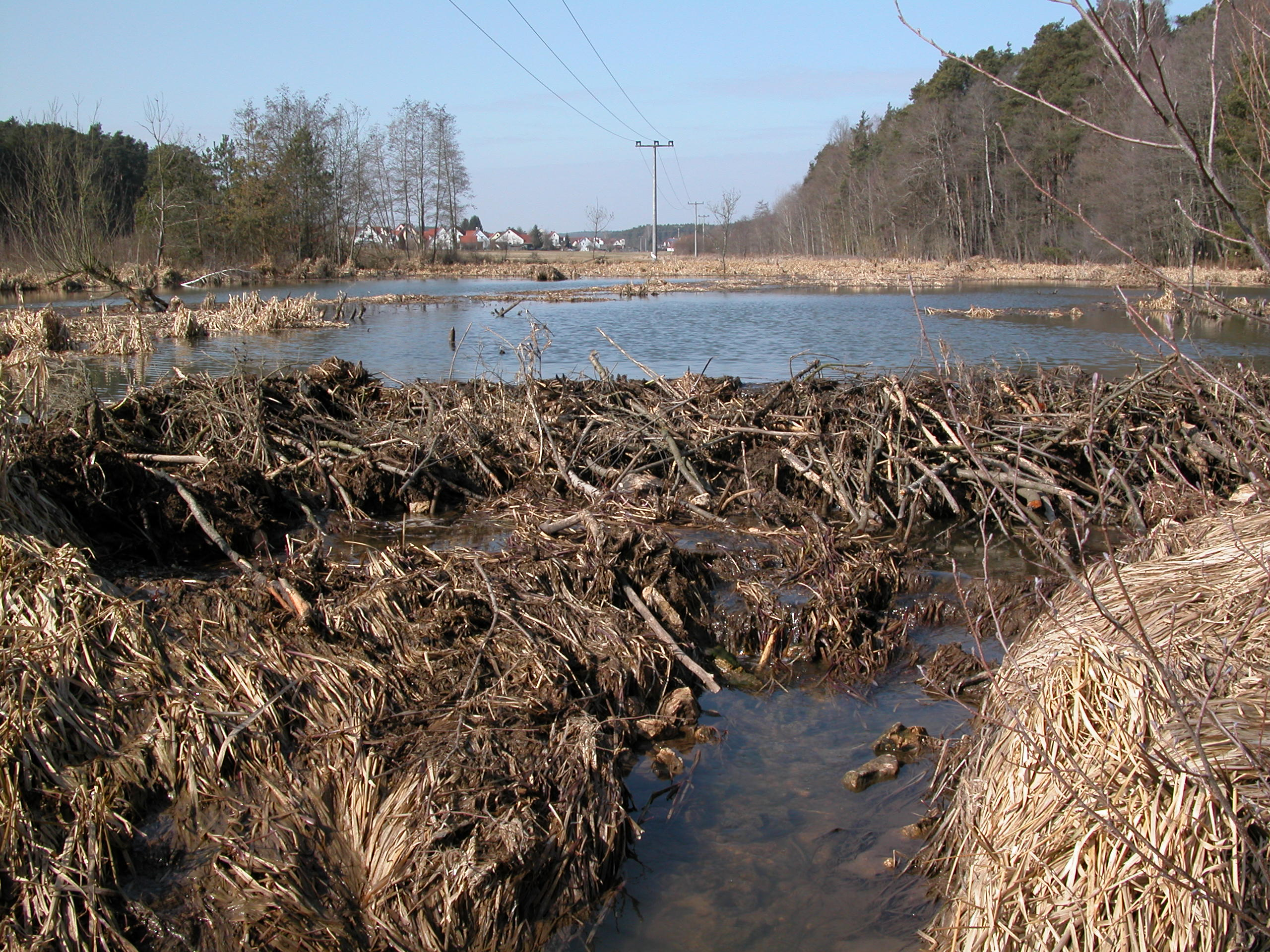
Biberdamm am Buxbach bei Veitserlbach

Unter vom Menschen nicht beeinflussten Bedingungen wäre Pleinfeld mit Wäldern, je nach Standort verschiedenen Typs, bedeckt („Potenzielle natürliche Vegetation“). Am weitesten verbreitet wären Buchen- und Buchenmischwälder sowie Eichen-Hainbuchen-Wälder und im Norden bodensaure Eichenmischwälder. In der Gegenwart ist die Flora im Gebiet Pleinfelds, wie für den süddeutschen Raum typisch, von Laub- und Nadelwäldern bestimmt. Weite Teile des südlichen und östlichen Gemeindegebiets haben Anteile einer weiten Offenlandschaft mit Wiesen, Äckern und nur wenigen Einzelbäumen.
In den Wäldern leben, wie in anderen Teilen Deutschlands, nur noch relativ wenige Großtierarten. Es gibt verschiedene Marderarten, Dam- und Rothirsche, Rehe sowie Wildschweine und Füchse. Entlang vieler Flüsse breiten sich mehr und mehr Biber aus, die Schäden in der Landwirtschaft verursachen, weshalb der Landkreis Weißenburg-Gunzenhausen ehrenamtliche „Biberberater“ zur Verfügung stellt. In den Gewässern gedeiht eine Vielzahl von in Mitteleuropa vorkommenden Fischarten wie Aale, Hechte, Zander, Seeforellen, Regenbogenforellen, Welse und Friedfische wie Karpfen, Schleien, Rotaugen, Rotfedern und Brachsen. Über das Altmühlwasser gelangen diese Fischarten in die Stauseen des Fränkischen Seenlands.
Pleinfeld weist gebietsweise für Süddeutschland einzigartige Sandlebensräume auf, die als Sandachse Franken geschützt sind.

### Schutzgebiete
Es gibt mehrere aufgrund des Naturschutzes geschützte Gebiete: Vier Fauna-Flora-Habitate, drei geschützte Landschaftsbestandteile, zwei Landschaftsschutzgebiete, zwei Wasserschutzgebiete und ein Vogelschutzgebiet. Es gibt ferner 3 Naturdenkmäler, aber keine Geotope oder Naturschutzgebiet. Der Süden Pleinfelds gehört zum 1969 gegründeten Naturpark Altmühltal. Die sogenannte Sandachse Franken war der Titel eines Projekts mehrerer Umweltverbände zum Schutz seltener Sandlebensräume entlang der Rednitz, der Pegnitz und der Regnitz. Pleinfeld bildete den südlichen Abschluss des Projektgebiets.

### Ausdehnung und Flächennutzung
Die Marktgemeinde weist eine maximale Nord-Süd-Ausdehnung von 9,98 Kilometern und eine maximale Ost-West-Ausdehnung von 15,85 Kilometern.
Nach Daten des Bayerischen Landesamts für Statistik, Stand 2013

## Geschichte

### Mittelalter

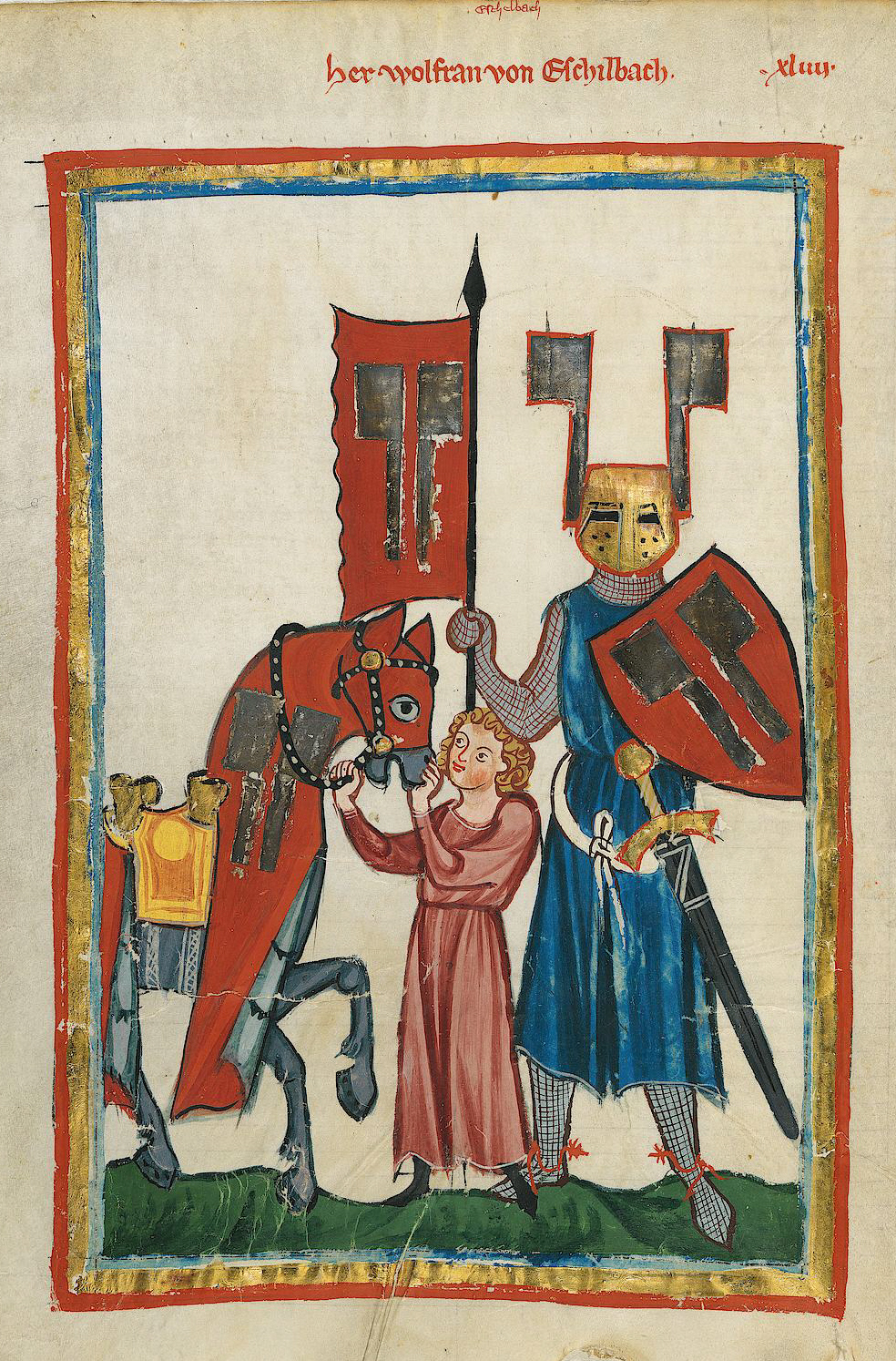
Wolfram von Eschenbach,
Autorbild als Ritter im Codex Manesse

Pleinfeld liegt nördlich des Obergermanisch-Raetischen Limes und befand sich damit im römischen Ausland. Die Schwäbische Rezat bildete im Frühmittelalter die Grenze zwischen dem Sualafeldgau und dem Nordgau. Der Ort entstand rechts der Rezat und damit im bayerischen Nordgau, während sich im Mittelalter der heutige Ortskern links der Rezat entwickelte. Erstmals urkundlich erwähnt wurde Pleinfeld 770/780 in einer Schenkungsurkunde. Darin übereignete Kunigund von Blienfeld dem Kloster Fulda Besitztümer in Ettenstatt. Im 12. Jahrhundert wurde Wolfram von Eschenbach als „mein Freund von Bleienfelden“ bezeichnet, wodurch Pleinfeld als möglicher Geburtsort des Parzivaldichters in Frage kommt.
1302 kam Pleinfeld zum Hochstift Eichstätt. Wilhelm von Reichenau erwirkte 1483 bei Friedrich III. das Marktrecht. Spätestens 1486 folgte das Wappen- und das Befestigungsrecht. Letzteres Recht wurde durch Einsprüche des Fürstentums Ansbach, der Burggrafschaft Nürnberg und der Reichsstadt Weißenburg behindert; erst 1540 begann der Bau der Stadtmauer. 1500 gehörte der Ort zum Hochstift Eichstätt im Fränkischen Reichskreis.

### Neuzeit

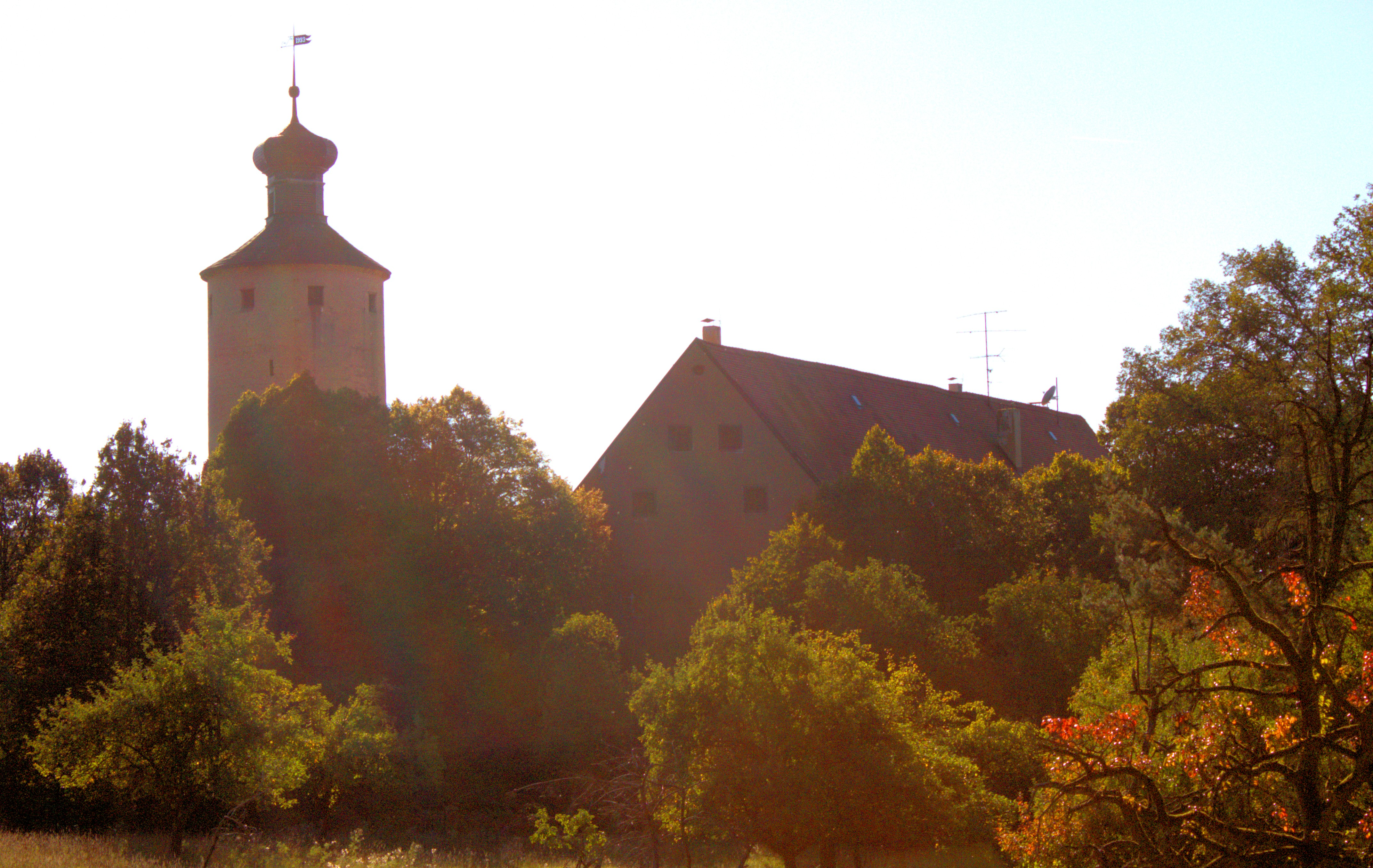
Das Schloss Sandsee auf einer Erhebung oberhalb von Pleinfeld-Mischelbach war Sitz des Kastenamtes Pleinfeld-Sandsee

Eine Pferdepoststelle wurde 1635 erstmals erwähnt, eine Hauptzollstätte um 1690. Pleinfeld war stark vom Dreißigjährigen Krieg betroffen und wurde 1632 von den Schweden niedergebrannt; 1634 gab es wegen fehlender Einwohner keinen Pfarrer mehr. Um 1700 blühte der Ort wieder auf: Die Nepomukbrücke entstand 1695, das Rathaus 1702. Seit dem Reichsdeputationshauptschluss von 1803 gehört der Ort wie weite Teile Frankens zu Bayern (Siehe auch Geschichte Frankens). Im Zuge der Verwaltungsreformen im Königreich Bayern entstand mit dem Gemeindeedikt von 1818 die heutige Gemeinde.
Eine neue Blüte erlangte Pleinfeld durch die Eröffnung der Ludwig-Süd-Nord-Bahn. Von 1808 bis 1858 war Pleinfeld Sitz eines Landgerichts. Am 5. März und am 19. April 1945 wurde der Bereich an der Bachgasse und Pfarrgasse bombardiert und unter anderem das Schulhaus zerstört. Kriegsende war in Pleinfeld am 23. April mit dem Einmarsch der US Army, dabei wurde die Nepomukbrücke gesprengt. Pleinfelds Einwohnerzahl stieg in den nachfolgenden Jahrzehnten durch Heimatvertriebene sowie ausgebombte Städter stark an, später setzten Suburbanisierungseffekte ein. In den 1970er und 1980er Jahren folgten große Infrastrukturprojekte wie die Errichtung der Mittelschule, des Hallenbades, der Brombachhalle und der Ortsumgehung der Bundesstraße 2. Durch das Brombachspeicherprojekt in den 1990er Jahren veränderte sich das Landschaftsbild erheblich und Pleinfeld wurde zum staatlich anerkannten Erholungsort.

### Eingemeindungen
Im Zuge der Gemeindegebietsreform wurde am 1. April 1971 die Gemeinde Allmannsdorf eingegliedert. Am 1. Januar 1972 kamen Mannholz, Sankt Veit und Teile der aufgelösten Gemeinde Dorsbrunn (ohne Tiefenbach) hinzu. Mischelbach, Stirn und Walting folgten am 1. Juli 1972. Mit der Eingliederung von Ramsberg und Teilen der aufgelösten Gemeinde Thannhausen wurde am 1. Mai 1978 die Reihe der Eingemeindungen abgeschlossen. Alle Gemeindeteile bis auf Veitserlbach und Regelsberg gehörten vor der Gemeindegebiets- und Kreisreform zum Landkreis Weißenburg in Bayern.

### Bevölkerungsentwicklung
Pleinfelds Bevölkerungszahl wächst kontinuierlich und hat am 31. Dezember 2020 einen Höchstwert von 7589 Einwohnern erreicht. Weitere 500 Menschen haben in Pleinfeld ihren Zweitwohnsitz. Laut Bevölkerungsvorausberechnung wird die Einwohnerzahl Pleinfelds weiter leicht ansteigen und sich bis in die 2030er Jahre bei etwa 7600 bis 7700 Einwohnern einpendeln.
Im Allgemeinen ist der Osten des Gemeindegebiets geringer besiedelt als der westliche Teil. Die Bevölkerung konzentriert sich dabei auf die Mitte des Gemeindegebiets mit dem Hauptort Pleinfeld als mit Abstand größter Ort sowie den vorgelagerten Ortsteilen Sankt Veit, Mischelbach, Kleinweingarten und mehreren Mühlen, die stellenweise mit Pleinfeld ein geschlossenes Siedlungsgebiet bilden.

## Politik

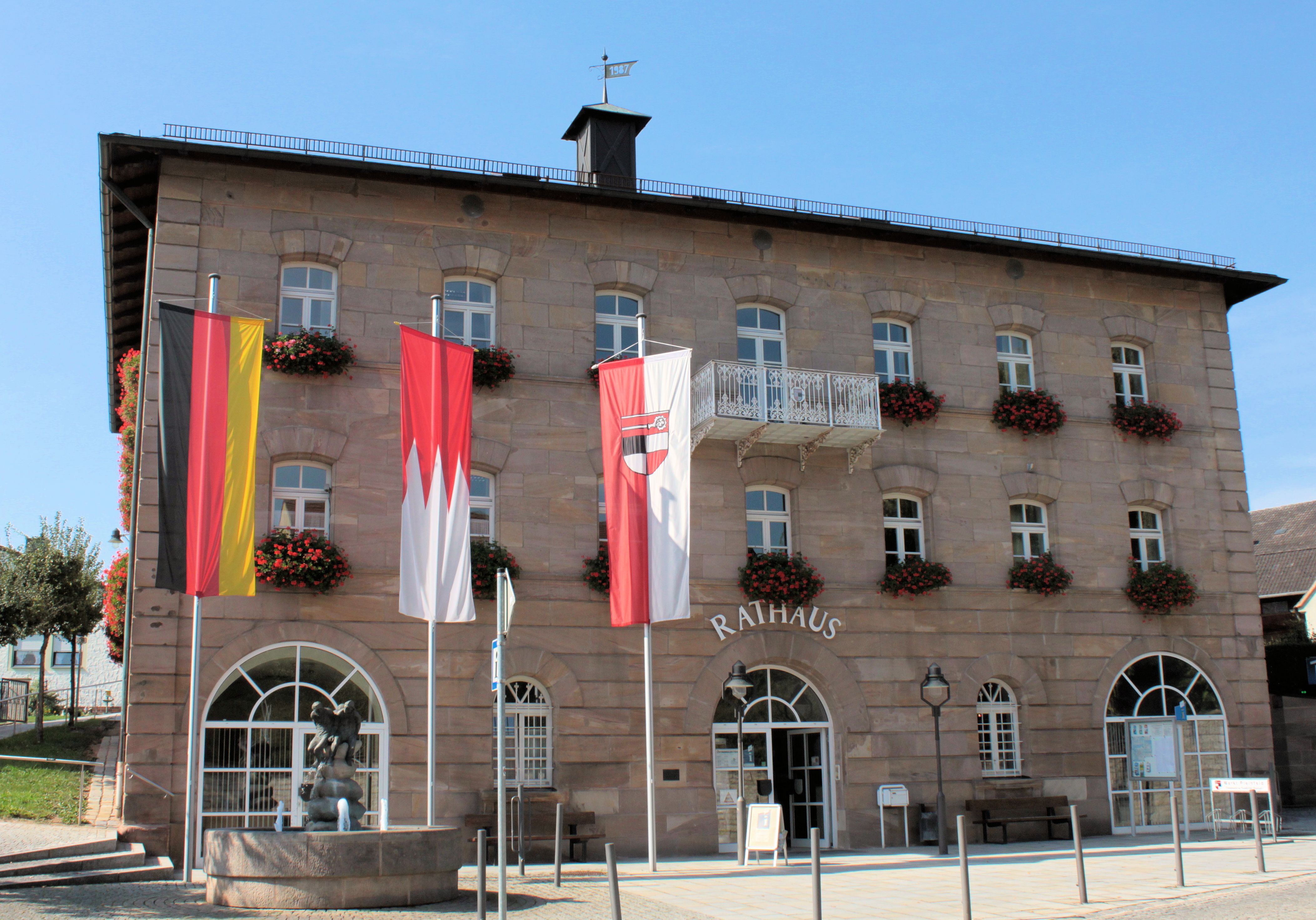
Das Pleinfelder Rathaus

### Bürgermeister
- 1876–1881: Karl Fiegl[19]
- 1882–1887: Franz Albrecht[19]
- 1890–1905: Franz Buckl[19]
- 1906–1914: Ludwig Eck[19]
- 1915–1933: Karl Schwarz[19]
- 1933–1945: Georg Guggenberger[19]
- 1945–1946: Franz Pfeil (von den Amerikanern eingesetzt)[20]
- 1946–1948: Franz Groß[21]
- 1948–1954: Paul Hein[21]
- 1954–1960: Karl Wieland[21]
- 1960–1968: Georg Fichtner, verstarb im Amt; nach ihm wurde die Bgm.-Fichtner-Straße benannt
- 1968–1972: Lorenz Dörr
- 1972–2002: Otto Feil (CSU); während seiner Amtszeit entwickelte sich Pleinfeld zu einem aufstrebenden Fremdenverkehrsort.
- 2002–2014: Josef Miehling (FW); bei den Kommunalwahlen in Bayern 2014 am 16. März 2014 wurde er nicht wiedergewählt
- Seit 1. Mai 2014 Markus Dirsch (CSU). Er hat am 10. Januar 2019 überraschend seinen Rücktritt für Ende Februar bekanntgegeben.[22]
- Am 26. Mai 2019 wurde Stefan Frühwald (CSU) zum neuen Bürgermeister gewählt.[23]

### Marktgemeinderat
Die Gemeinderatswahlen seit 2002 ergaben folgende Sitzverteilungen:
| Partei/Liste | Sitze | Sitze | Sitze | Sitze |
| Partei/Liste | 2020  | 2014  | 2008  | 2002  |
| ------------ | ----- | ----- | ----- | ----- |
| CSU          | 7     | 9     | 9     | 10    |
| Freie Wähler | 6     | 7     | 7     | 8     |
| SPD          | 4     | 4     | 3     | 2     |
| Grüne        | 3     | –     | –     | –     |
| Fraktionslos | –     | –     | 1     | –     |

### Gemeindepartnerschaften
- Killarney (Irland, County Kerry), seit 12. Oktober 2007[24]

### Wappen
| Wappen von Pleinfeld | Blasonierung: „Unter rotem Schildhaupt, darin ein waagrechter silberner Bischofsstab, geviert; 1 und 4: silbern, 2: schwarz, 3: rot“ |
| Wappen von Pleinfeld | Wappenbegründung: Der Wappenbrief vom 24. Februar 1486 wurde mit kaiserlichem Siegel vom 29. November 1486 gültig. Der Bischofsstab weist auf das Hochstift Eichstätt hin und erinnert an die lang währende Herrschaft bis zur Säkularisation 1802. Über die Farben des Wappens herrschte lange Zeit Ungewissheit. Schildhaupt und Bischofsstab wechselten von Rot in Gold und Silber; die Vierung war abwechselnd silbern und schwarz oder silbern und rot, im 19. Jahrhundert aufgrund der Zugehörigkeit zu Bayern silbern und blau. 1984 wurde der Wappenbrief entdeckt, aus dem die originalen und heutigen Farben hervorgehen. |

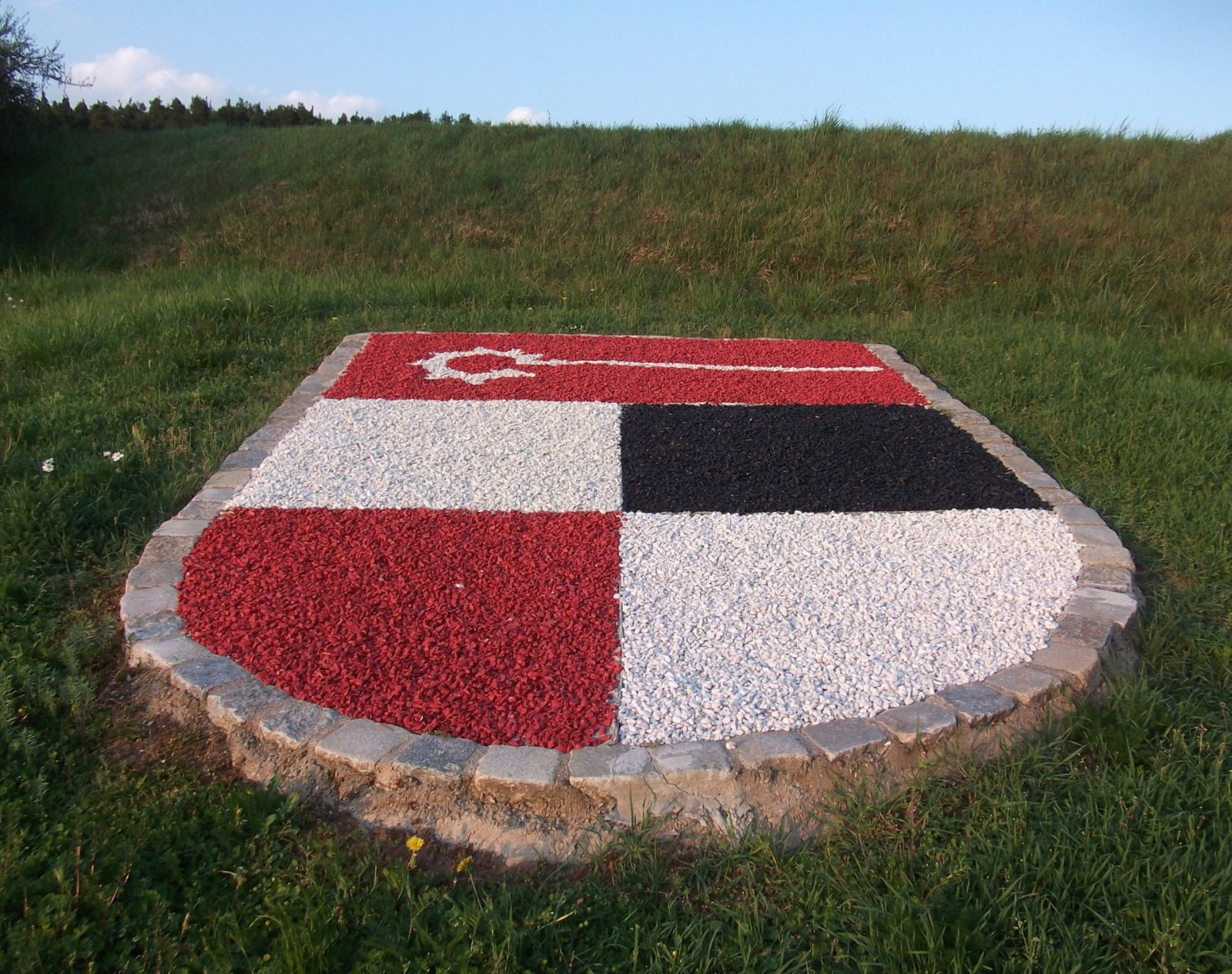
Pleinfelder Wappen, Kunstwerk aus buntem Kies

Die Flagge Pleinfelds besteht aus zwei gleich großen, vertikalen Streifen in rot und weiß; in der Mitte der Flagge ist das Wappen abgebildet.

## Kultur und Sehenswürdigkeiten

### Museen und Ausstellungen
Das Pleinfelder Heimatmuseum behandelt die Lokalgeschichte des Ortes, ihm ist das erste, die Geschichte der Braukultur zeigende Brauereimuseum Mittelfrankens angeschlossen. In Mandlesmühle besteht das Informationszentrum Fränkisches Seenland, in Ramsberg ein privates Heimatmuseum und in Mackenmühle ein privat geführtes Technikmuseum.

### Bauwerke

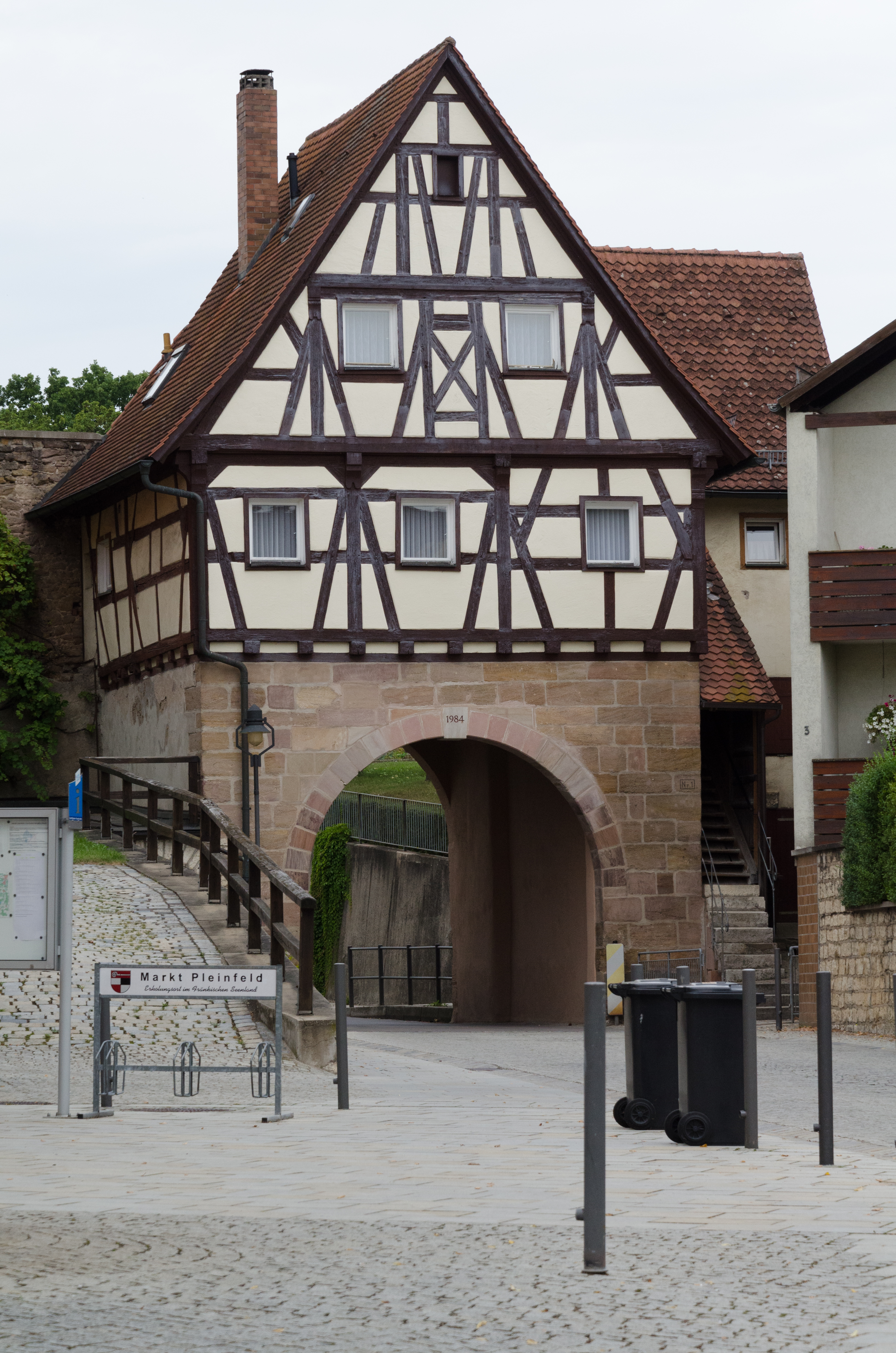
Das Spalter Tor, das Wahrzeichen Pleinfelds

Wahrzeichen des Ortes ist das Spalter Tor. Das im 16. Jahrhundert errichtete Stadttor ist eines von drei ehemaligen Toren neben dem Veiter Tor und dem Nürnberger Tor. Von der frühneuzeitlichen Marktbefestigung sind neben dem Tor nur einige Mauerpartien vor allem im Norden des Ortskerns erhalten. Im Ort befinden sich mehrere alte, teils denkmalgeschützte Felsenkeller des 18. und 19. Jahrhunderts. Über die Schwäbische Rezat spannt sich die frühneuzeitliche Nepomukbrücke. Gegenüber der Nikolauskirche befindet sich das Alte Vogteischloss mit Schlossgarten. Das Pleinfelder Rathaus entstand in den 1870er Jahren.
Oberhalb des Gemeindeteils Mischelbach, einige Kilometer nordöstlich von Pleinfeld, thront das Schloss Sandsee. Die Burg wurde vermutlich im 12. Jahrhundert durch die Herren von Hirschberg errichtet. Graf Gebhard von Hirschberg verkaufte die Burg 1302 an das Hochstift Eichstätt. Die Anlage diente den Eichstätter (Fürst-)Bischöfen als Amts- und Jagdschloss und wurde mehrmals in Kriegen zerstört.

### Plätze
Das Zentrum des historischen Ortskerns ist der Marktplatz, welcher am Schnittpunkt mehrerer Hauptstraßen liegt. Hier befinden sich das Rathaus und zahlreiche Läden. Weiterhin befinden sich oberhalb des Marktplatzes auf dem höchsten Punkt des Ortskerns der Schlossplatz und der Kirchenplatz, die eine räumliche Einheit bilden.
Der Festplatz befindet sich im Norden Pleinfelds an der Stirner Straße. Er dient als Ort für zahlreiche Veranstaltungen wie dem Volksfest und dem Seenlandmarathon.

### Archäologische Stätten
Auf dem Gemeindegebiet Pleinfelds befinden sich zahlreiche archäologische Stätten, die größtenteils als Bodendenkmäler ausgewiesen sind. Zu diesen gehören:
- Eine Höhenburg und eine keltische Viereckschanze mit Grabhügeln bei Kleinweingarten
- Auf sechs Kilometern Länge Überreste des Raetischen Limes im Süden des Gemeindegebiets bei Dorsbrunn mit rekonstruiertem Wachposten (seit 2005 UNESCO-Welterbe)
- Das Kleinkastell nahe Gündersbach

### Religion

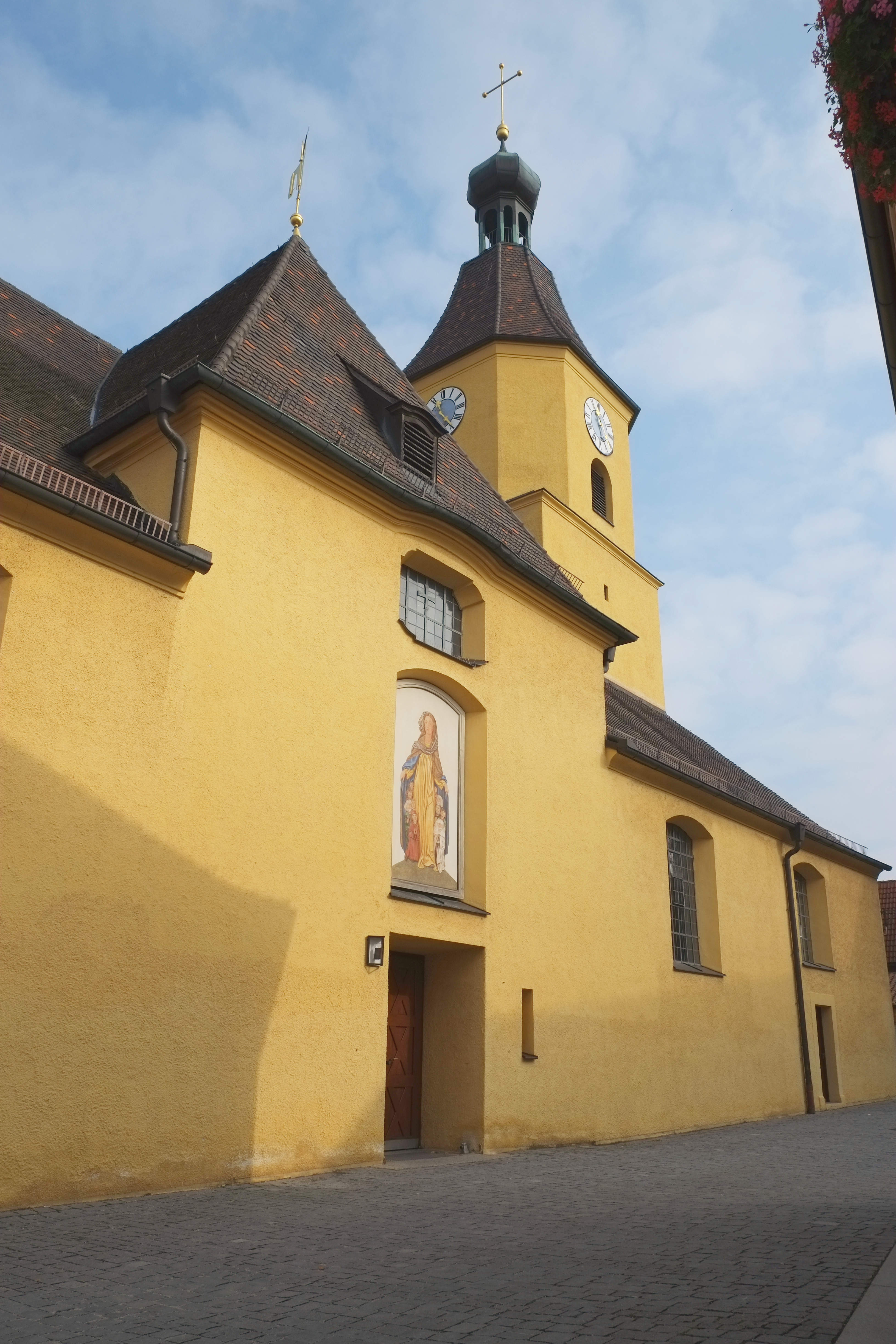
Die St. Nikolaus-Kirche

Pleinfeld ist aufgrund seiner langjährigen Zugehörigkeit zum Hochstift Eichstätt mehrheitlich katholisch geprägt. Daher ist nach Artikel 1 des bayerischen Gesetzes über den Schutz der Sonn- und Feiertage Mariä Himmelfahrt (15. August) Feiertag. Die katholischen Pfarrgemeindemitglieder gehören den Pfarreien Pleinfeld, Sankt Veit, Walting, Stirn und Stopenheim im Dekanat Weißenburg-Wemding im Bistum Eichstätt an. Die evangelische Bevölkerung Pleinfelds gehört zum Evangelisch-Lutherischen Dekanat Weißenburg im Kirchenkreis Nürnberg.
Aus dem 12. Jahrhundert stammt die von Bischof Otto geweihte katholische Nikolauskirche. Sie ist die größte Kirche Pleinfelds. In den Ortsteilen befinden sich noch folgende katholische Bauten: die Laurentiuskirche in Allmannsdorf, die St.-Otto-Kirche in Mischelbach, die St.-Nikolaus-Kirche in Dorsbrunn, die Deutschordenskirche St. Vitus in Sankt Veit, die Pfarrkirche Mariä Himmelfahrt in Walting, die Pfarrkirche Mariä Heimsuchung in Stirn, die Ortskapelle Hohenweiler, die Josefskirche in Ramsberg und die Johann-Baptist-Kirche in Walkerszell.
Die evangelische Petruskirche ist der einzige evangelische Kirchenbau in der Gemeinde. Weiters gibt es in Pleinfeld einen Königreichssaal der Zeugen Jehovas.

### Mühlen

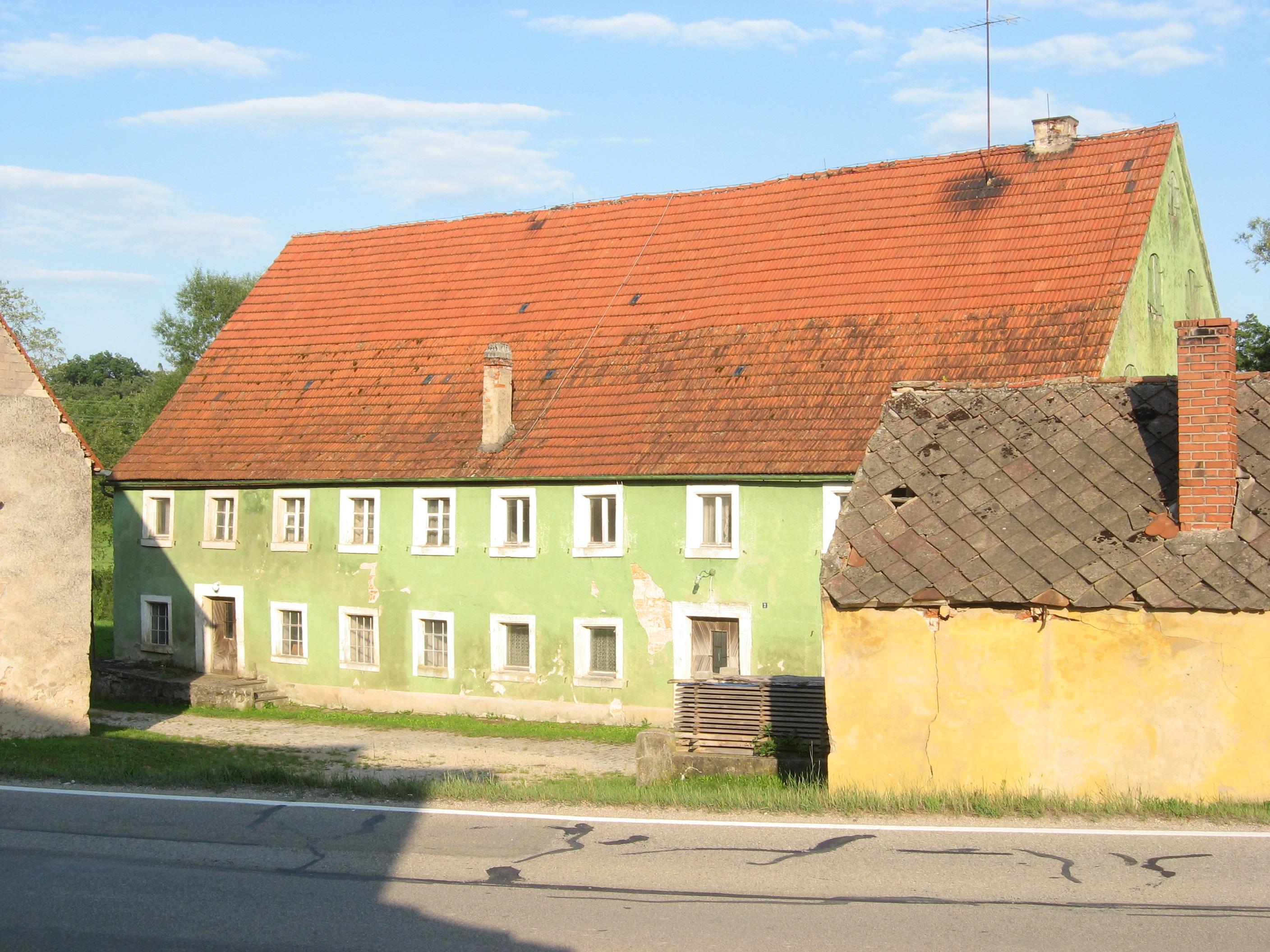
Das Gebäude der heute nicht mehr im Betrieb befindlichen Seemannsmühle

Auf dem Gebiet der Gemeinde Pleinfeld gibt es etwa ein Dutzend Mühlen, von denen heute die meisten nicht mehr wirtschaftlich genutzt werden. Die meisten Mühlen reihen sich entlang der Mühlstraße von der Ketschenmühle am Nordrand von Pleinfeld zur Heinzenmühle an der äußersten Nordgrenze der Gemeinde. Zum Bau des Brombachsees mussten mehrere Mühlen aufgegeben und abgerissen werden. Die Langweidmühle wurde an anderer Stellen neu errichtet, die Birkenmühle blieb trotz fehlender Bebauung als Gemeindeteilname erhalten. Die wegen des Stauseebaus aufgegebene Mandlesmühle, heute ein östlich des Großen Brombachsees gelegener Gemeindeteil von Pleinfeld, beherbergt das „Informationszentrum Fränkisches Seenland“ des Wasserwirtschaftsamtes Ansbach.

### Bildung und Erziehung

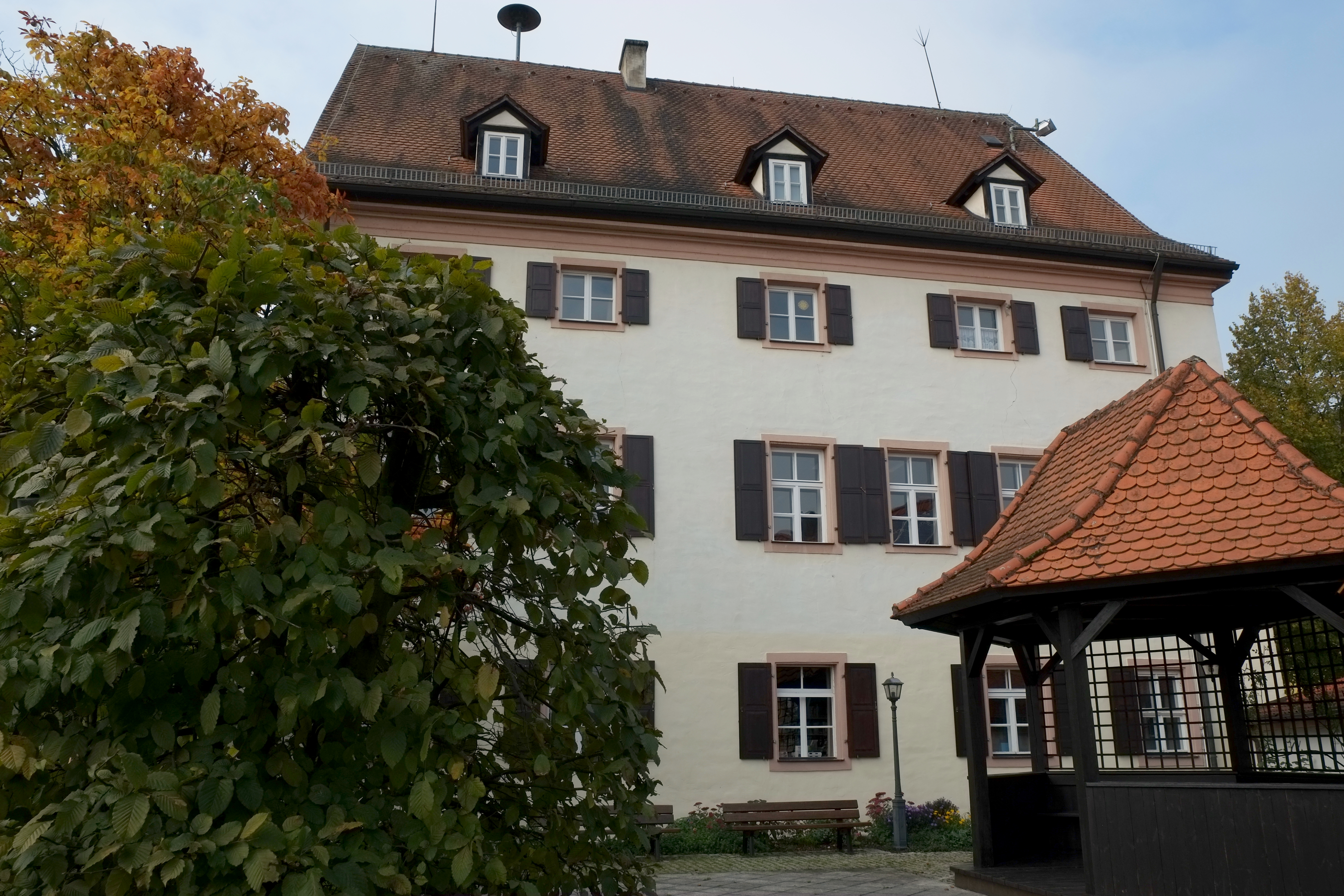
Im Vogteischloss sind mehrere Kultureinrichtungen untergebracht

Die Volksschule Pleinfeld besteht aus der Grundschule Pleinfeld sowie der Brombachsee-Mittelschule. Ferner gibt es seit 2013 eine private Montessorischule. Weiterhin gibt es in der Gemeinde 5 Kindertagesstätten.
Die „Pleinfelder Bürgerwerkstatt“ bietet als Volkshochschule Kurse für Erwachsene an. Im Alten Vogteischloss ist ein Mehrgenerationenhaus mit verschiedenen Kursangeboten, einem Bürgertreff und einer öffentlichen Bücherei mit 15.000 ausleihbaren Medien, darunter 14.000 Büchern, untergebracht. Die Musikschule bietet Musikerziehung an.
Das Wassersportzentrum der Friedrich-Alexander-Universität Erlangen-Nürnberg, das im Juli 2003 in Betrieb genommen wurde, befindet sich am südlichen Ende des Damms am Großen Brombachsee und bietet für Universitätsangehörige Segelkurse mit Jollen oder Katamaranen, Kajakfahren und Triathlon an. Die nächsten Universitäten befinden sich in Erlangen-Nürnberg, Eichstätt-Ingolstadt und Bamberg.
Von 1866 bis 1880 befand sich in Pleinfeld eine Präparandenschule.

### Gesundheit und Soziales
In Pleinfeld gibt es mehrere Arztpraxen, Zahnärzte, Tierärzte, psychotherapeutische Angebote, ambulante Pflegedienste, Heilpraktiker sowie eine logopädische Praxis, eine ergotherapeutische Praxis und zwei Praxen für Krankengymnastik. Zwei Fitnessstudios in Pleinfeld bieten Rehasport an. Das nächste Krankenhaus ist das zehn Minuten entfernte Klinikum Altmühlfranken in Weißenburg. In Pleinfeld existiert mit dem Seniorenhof ein Pflegeheim mit 30 Einzel- und 6 Doppelzimmern. In Pleinfeld existiert ein Diakonie-Kaufhaus für Sozialbenachteiligte sowie eine Sozialstation der Caritas.
In der Gemeinde Pleinfeld gibt es Dienststellen des Roten Kreuzes, der DLRG und der Wasserwacht. In Pleinfeld hat die SAPV Altmühlfranken ihren Sitz, die die palliative Versorgung für die Landkreise Weißenburg-Gunzenhausen und Roth sicherstellt. Die Arbeiterwohlfahrt und der Sozialverband VdK verfügen in Pleinfeld jeweils über einen Ortsverein.
Das Helfernetz Pleinfeld ist eine Organisation von Ehrenamtlichen die Älteren, Bedürftigen und behinderten Menschen hilft.

### Parkanlagen

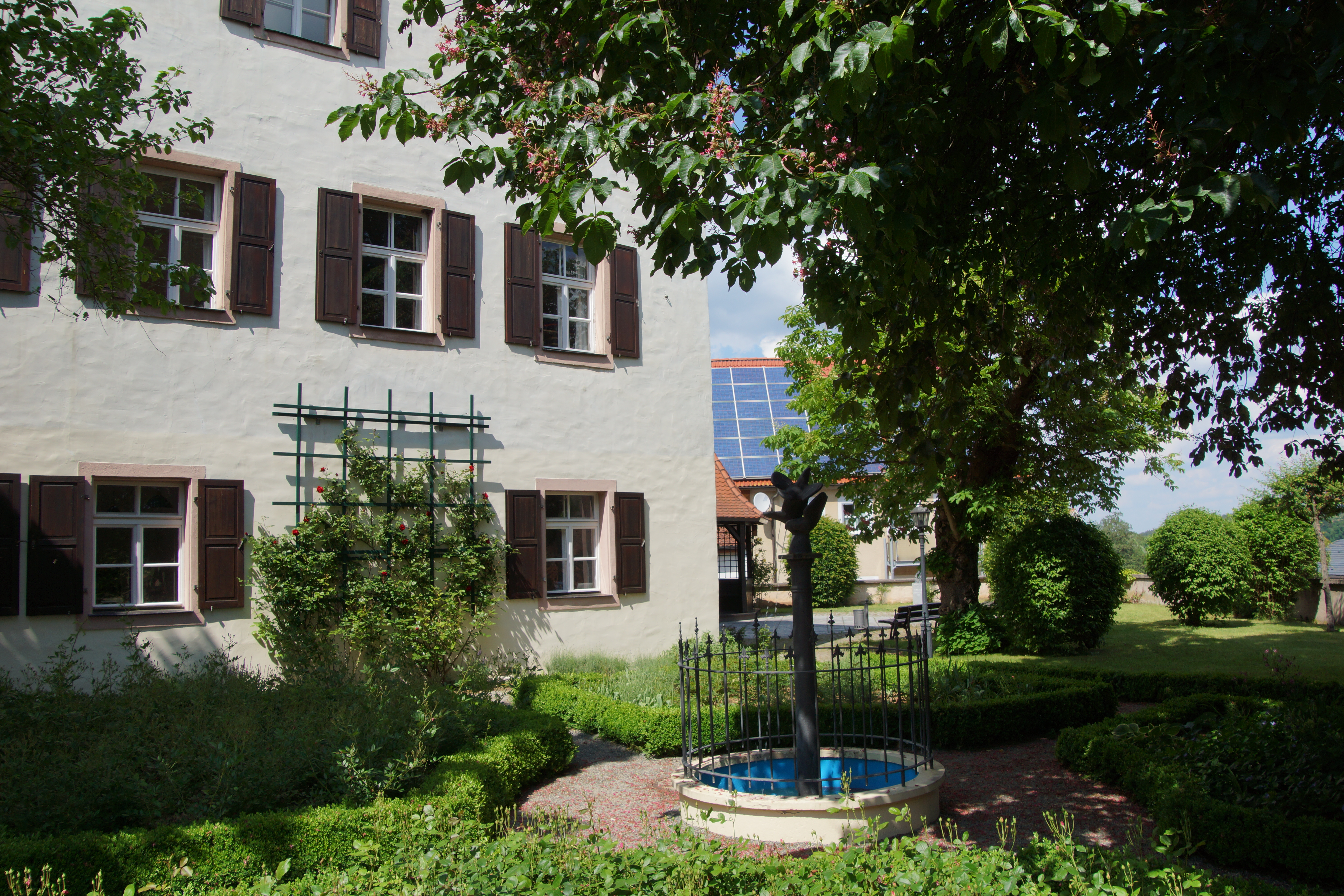
Der Schlossgarten; vorne ist der Taubenbrunnen zu erkennen

In Pleinfeld gibt es mehrere Grünanlagen, vor allem entlang der Schwäbischen Rezat, die durch weite Wiesen und kleine Brücken geprägt sind. Weiterhin befindet sich nahe dem Bahnhof der Bahnweiher-Park mit Seniorensportanlage und einer Anlage für Stockschießen. Beim Schloss ist der ehemalige Klostergarten als Schlossgarten eröffnet.

### Öffentliche Einrichtungen und Behörden
Neben der Gemeindeverwaltung mit ihren Betrieben wie dem Bauhof, den Gemeindewerken, dem Wertstoffhof und der Kultur- und Touristinformation befinden sich im Gebiet der Gemeinde Pleinfeld der Sitz des Zweckverbands Brombachsee, des Zweckverbands Hahnenkammsee und des Zweckverbands zur Wasserversorgung der Pfaffenberggruppe, alle drei Körperschaften öffentlichen Rechts. Das Wasserwirtschaftsamt Ansbach betreibt in der Mandlesmühle eine Seemeisterstelle. Der Hochwassernachrichtendienst Bayern betreibt bei der Seemannsmühle einen Pegel zur Wasserstandsmessung der Schwäbischen Rezat. Am Segelhafen befindet sich eine Wetterstation.
In Pleinfeld gibt es elf Freiwillige Feuerwehren. Auf dem Gelände der Feuerwehr Pleinfeld befindet sich das Atemschutzzetrum des Landkreises. Der Rettungsdienst wird von der DLRG mit ihrer Wasserwachtstation sowie vom Bayerischen Roten Kreuz organisiert, das eine Rettungswache und eine Wasserwacht unterhält. Zu den kulturellen öffentlichen Einrichtungen Pleinfelds zählen Bürgerhaus, Bücherei, Mehrgenerationenhaus und das Freibad. In Pleinfeld befindet sich bei der Prexelmühle die Zentralkläranlage der Brombachseeanrainergemeinden. Pleinfeld verfügt über mehrere Friedhöfe unter anderem in den Gemeindeteilen Sankt Veit, Ramsberg, Dorsbrunn, Walting und Allmannsdorf sowie im Pleinfelder Osten nahe dem Ortsrand. Letzterer ist der größte in Pleinfeld.

### Freizeit- und Sportangebote

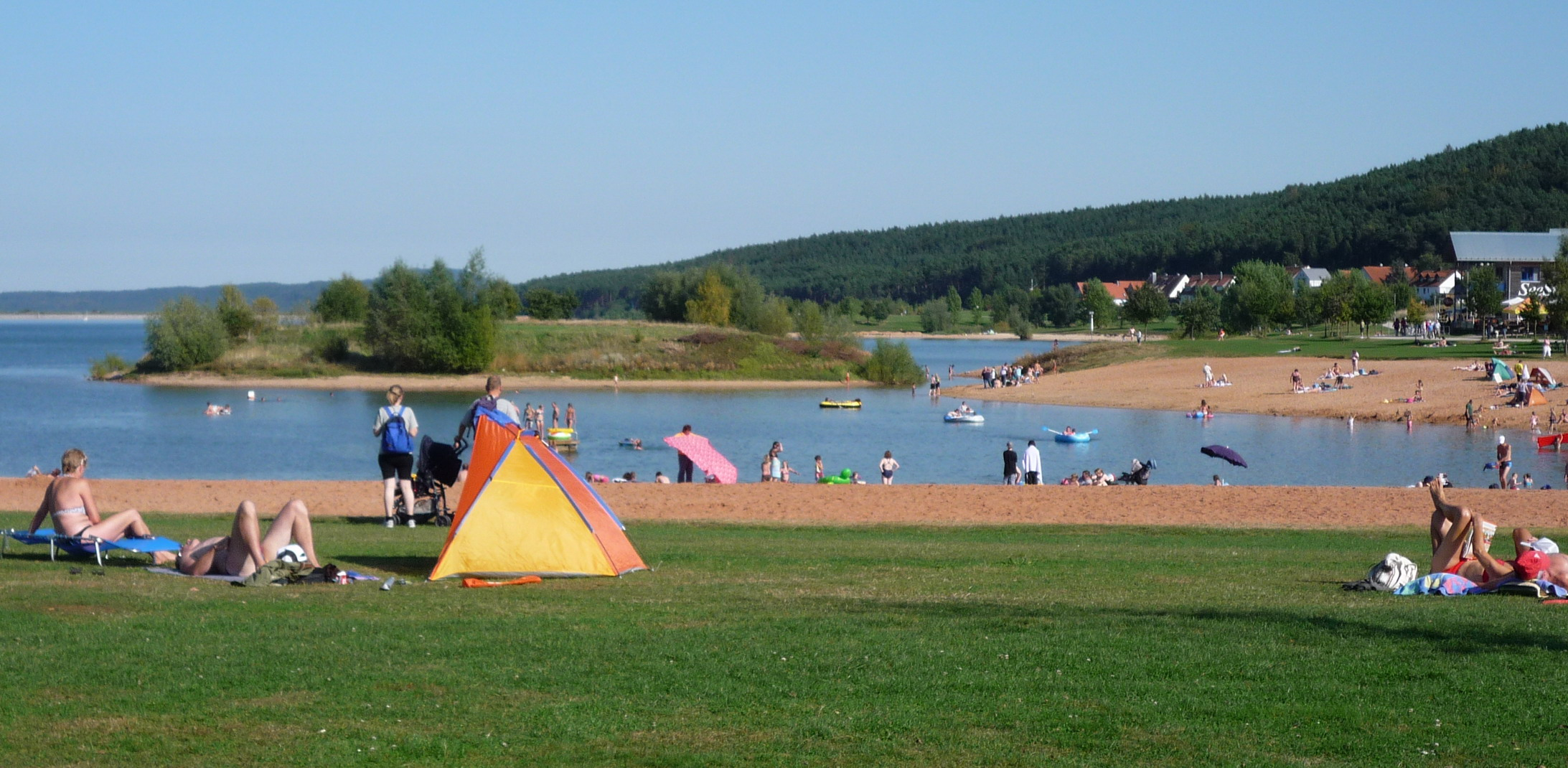
Badebucht am südlichen Ufer des Großen Brombachsees bei Pleinfeld-Ramsberg

In Pleinfeld stehen als Freizeitangebote eine Sommerrodelbahn, ein Freibad, ein Wildtiergehege und mehrere Minigolfplätze zur Verfügung. Seit 2016 existiert eine Laser-Tag-Halle in der Gemeinde, 2012 wurde eine Soccer-Golf-Anlage mit Soccer-Billard- und Bubble-Soccer-Anlage und 2013 ein Bowling-Center errichtet. Am Brombachsee gibt es ein Tretbootverleih, Fahrrad- und Rickschavermietung sowie Angebote zum Segeln, Kitesurfen, Paddeln, Wakeboarden, Kneippen, Stand-Up-Paddling und Tauchen. In der Umgebung gibt es mehrere Wander- und Radwanderwege.
In der Gemeinde gibt es über 80 Vereine, darunter zwei Yachtclubs und mehrere Sportvereine mit vielen Spartenangeboten wie Segeln, Bogenschießen, Taekwondo, Volleyball, Badminton und Schwertkampf. Der größten Vereine im Ort ist der DJK Pleinfeld mit 880 Mitgliedern (Stand: 2019), damit ist die DJK der fünftgrößte Sportverein im Landkreis. Im Sportzentrum im Nordwesten Pleinfelds befinden sich ein Sportheim, eine Kegelbahn sowie Sportplätze für Leichtathletik, Volleyball, Tennis und Fußball. Am Sportzentrum befindet sich die Brombachhalle, die als größte Mehrzweckhalle der Region für zahlreiche Sportveranstaltungen genutzt wird. Südlich von Pleinfeld erstreckt sich der 18-Loch-Golfplatz Zollmühle.
Das Jugendzentrum Pleinfeld (JUZ) bietet Angebote für Jugendliche und Heranwachsende an. Die Musikschule Weißenburg bietet in ihrer Außenstelle in Pleinfeld Angebote zur Musikerziehung an.
Die Sternenfreunde Brombachsee betreiben oberhalb des Brombachsees eine Sternwarte.
Das Bürgerhaus, das Mehrgenerationenhaus und die Bürgerwerkstatt bieten Kurse für die Pleinfelder Bevölkerung an. Im Bürgercafé wird zu regelmäßigen Treffen eingeladen. Es wird ein vom Bürgerhaus/Mehrgenerationenhaus ein Kulturtreff angeboten, das gemeinsame Fahrten zu kulturellen Veranstaltungen im Großraum Nürnberg organisiert.

### Regelmäßige Veranstaltungen

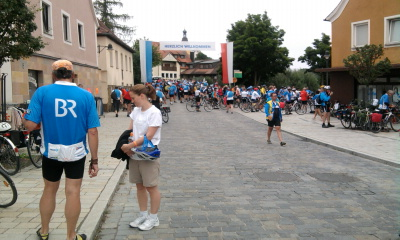
Pleinfeld während der BR-Radltour

Folgende Feste werden in der Gemeinde gefeiert: das Pleinfelder Volksfest (Ende Juni), der Faschingsumzug „Hummel-Remmidemmi“, der Mischelbacher Faschingszug (Sonntag vor Aschermittwoch), der Sankt-Veits-Markt (Anfang Juni), das Bürgerfest (Anfang Juni), das Sommerfest der Pleinfelder Pfadfinder (an Pfingsten), der Weihnachtsmarkt (Anfang Dezember), das Weihnachtskonzert der Pleinfelder Blasmusik (Mitte Dezember), mehrere Feuerwehrfeste, Weinfeste, Faschingsbälle, Trödelmärkte und Kirchweihen in Pleinfeld und in den Gemeindeteilen. Veranstaltungsorte in Pleinfeld sind der Bürgersaal des Kolpinghauses, die Mehrzweckhalle Brombachhalle im Sportzentrum und die Turnhalle der Grundschule Pleinfeld. Viele Veranstaltungen finden auf dem Marktplatz, dem Kirchen- und Schlossplatz oder dem Festplatz am Nordrand Pleinfelds statt.
Von 1997 bis 2011 gab es die „Pleinfelder Folk-Blues Night“. Seit 2017 wird das Burning Beach Festival veranstaltet, eines der größten Musikfestivals im Großraum Nürnberg. Die Pleinfelder Feuerwehr veranstaltet unregelmäßig die Wasserspiele der Jugendfeuerwehr. Am Brombachsee finden im Sommer die Magischen Momente statt, bei der Konzerte, Feuerwerk und Lichtspiele stattfinden. Zum Auftakt der Urlaubssaison findet in Pleinfeld die Infobörse Seenland statt, eine Messe, die die Highlights des angehenden Sommers im Fränkischen Seenland vorstellt.
Größtes Sportereignis Pleinfelds und des Landkreises ist der am Ende der Sommerferien stattfindende Seenlandmarathon. Daneben gibt es mehrere Schwimm- und weitere Laufwettbewerbe in Pleinfeld.
Pleinfeld ist eine Hochburg der schwäbisch-alemannischen Fastnacht in Mittelfranken. Höhepunkt ist der Faschingsumzug „Hummel-Remmidemmi“ und der Faschingsball „Hummelball“. Traditionelle Maskerade ist der Pleinfelder Hummel, ein stierähnliches Wesen.
Im Winter veranstaltet der Pleinfelder Theaterverein Sandhosn ein Bürgertheater.
Jeden Mittwoch findet an der Nepomukbrücke ein Bauern- und Wochenmarkt statt.

## Wirtschaft und Infrastruktur

### Wirtschaft
Die Wirtschaft Pleinfelds ist vom Mittelstand geprägt und hat den Standortvorteil der zentralen Lage zwischen den Großräumen Nürnberg, Stuttgart und München. Von großer Bedeutung sind der Tourismus, die verarbeitende Industrie sowie die Baubranche. Im Ort haben zahlreiche Handwerksbetriebe und Einzelhändler ihren Sitz. Die Landwirtschaft spielt in Pleinfeld zwar traditionsbedingt eine wichtige Rolle, obwohl ihr Anteil an der Bruttowertschöpfung stark rückläufig ist und unter drei Prozent liegt. Eine Besonderheit ist die Sonderkultur des Hopfenanbaus vor allem im Norden der Gemeinde. Pleinfeld verfügt über mehrere Gewerbegebiete mit ausreichend Erweiterungsflächen für bestehende und neue Unternehmen.
In Pleinfeld sind mehrere Unternehmen in der Metall- und Kunststoffverarbeitung tätig, darunter gehört Pleinfelds größter Arbeitgeber W. L. Gore & Associates, der seit den 1980er Jahren ein Werk für die Fertigung von Spezialkabeln betreibt. Seit 2007 ist in Pleinfeld der Textilvertrieb Camano ansässig, der zu den deutschlandweiten Marktführern in der Textilbranche gehört. Die Reinle Gummi und Kunststoff GmbH liefert maßgeschneiderte Lösungen aus Gummi und Kunststoff an die Auto- und Elektroindustrie. Mit der touristischen Erschließung des Fränkischen Seenlandes entstanden neue Arbeitsplätze in der Tourismusbranche. So verzeichnete im Jahr 2017 die Gemeinde Pleinfeld 138.328 Übernachtungen in Hotels, Gasthäusern und Pensionen, hinzu kommen noch die Dauercamper am Pleinfelder Campingplatz und Tagestouristen.
Die große Zahl an Einzelhändlern, Handwerkern, öffentlichen Einrichtungen und Geschäften im Ort machen Pleinfeld zu einem Unterzentrum des qualifizierten Bedarfs gemäß Raumordnung. Entsprechend sind Geschäfte und Einrichtungen des Grundbedarfs vorhanden: Pleinfeld verfügt über drei Supermärkte, eine Postagentur, eine Apotheke, drei Allgemeinarztpraxen, drei Zahnarztpraxen, drei Tankstellen, mehrere Getränkemärkte, einen Baumarkt, ein Möbelhaus, ein Optiker, mehrere Textileinzelhändler, je eine Sparkassen- und Raiffeisenbank-Filiale sowie verschiedene Handwerksbetriebe, Werkstätten, Metzgereien und Bäckereien. Aufgrund des Tourismus gibt es in Pleinfeld eine steigende Anzahl von Gasthäusern, Restaurants und Biergärten sowie Cafés und eine Eisdiele.
Die Arbeitslosenquote im Landkreis liegt seit Mitte 2010 durchgehend unter 5 Prozent und lag im Juni 2018 bei 2,5 Prozent.

### Wohnpark
Seit 2013 besteht ein Wohnprojekt mit dem Namen Wohnpark am Fränkischen Meer, in dem der ehemalige Fußballspieler Timmy Simons als Investor und als Geschäftsführer fungiert. Dort sollten 46 Häuser mit 140 barrierefreien Luxus-Seniorenwohnungen mit einem geschätzten Investitionsvolumen von rund 60 Millionen Euro entstehen.
Nach dem Baubeginn im gleichen Jahr entstand bis Herbst 2014 ein Musterhaus sowie zwei halbfertige Wohngebäude. Seit diesem Zeitpunkt gilt das Projekt als gescheitert.
2021 unternahm die Marktgemeinde einen erneuten Versuch, das Gelände zurückzukaufen und hob den Bebauungsplan auf, um anschließend ein eigenes Wohnprojekt anzustoßen. Bis August 2021 konnten jedoch keine Erfolge erzielt werden. Im Dezember 2023 kam es jedoch zur Einigung: Ein Teil des Grundstücks geht zurück an die Gemeinde, die ein Wohngebiet für 39 Wohnhäuser anlegen will. Die restliche Fläche bleibt beim Investor, der weiterhin eine Wohnanlage mit über 100 Wohneinheiten errichten möchte.

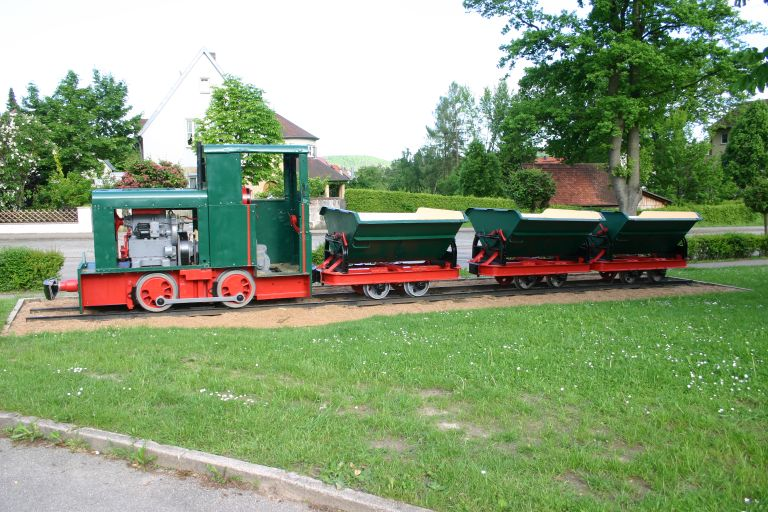
Der ehemalige Zug der Pleinfelder Sandbahn; heute steht er als Denkmal in einer Parkanlage in Pleinfeld

### Sandabbau
Mehrere Unternehmen in der Gemeinde Pleinfeld sind im Sandabbau tätig. Der hier abgebaute Quarzsand ist weltberühmt, sowohl wegen seiner roten Farbe als auch wegen der Zusammensetzung. Unter anderem wird der Bayerische Volleyball-Verband mit Sand für Beachvolleyballfelder beliefert. Sandfelder gibt es vor allem entlang der Schwäbischen Rezat. Für Transportzwecke gab es früher eine mehrere Kilometer lange Feldbahn von den Sandgruben zum Bahnhof, wo der Sand über eine Abfüllanlage in Eisenbahnwaggons verladen wurde. Von der Feldbahn zeugen nur noch zwei Denkmäler in der Nähe des Bahnhofes und bei den Sandgruben.

### Verkehr

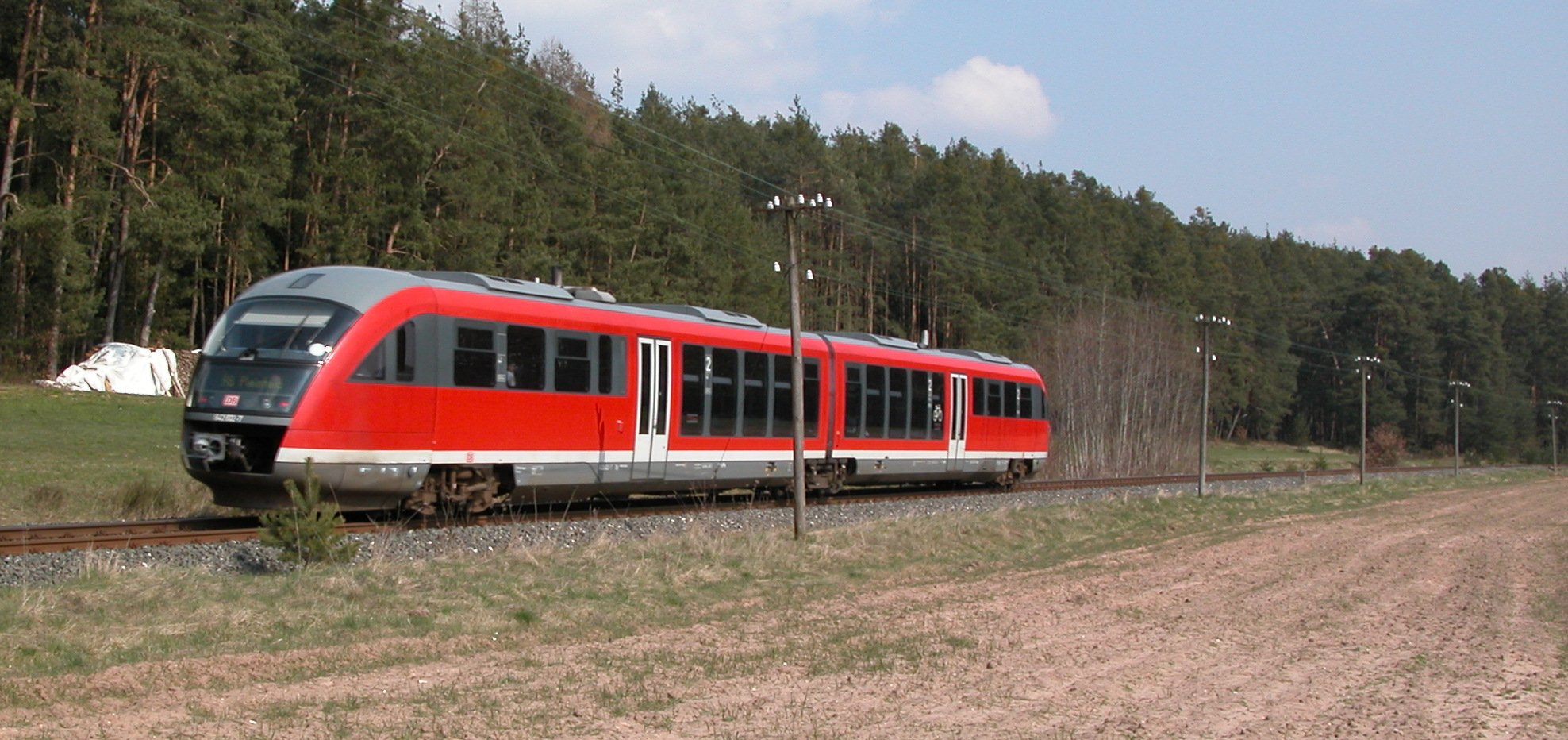
Ein Zug an der Strecke Pleinfeld-Gunzenhausen

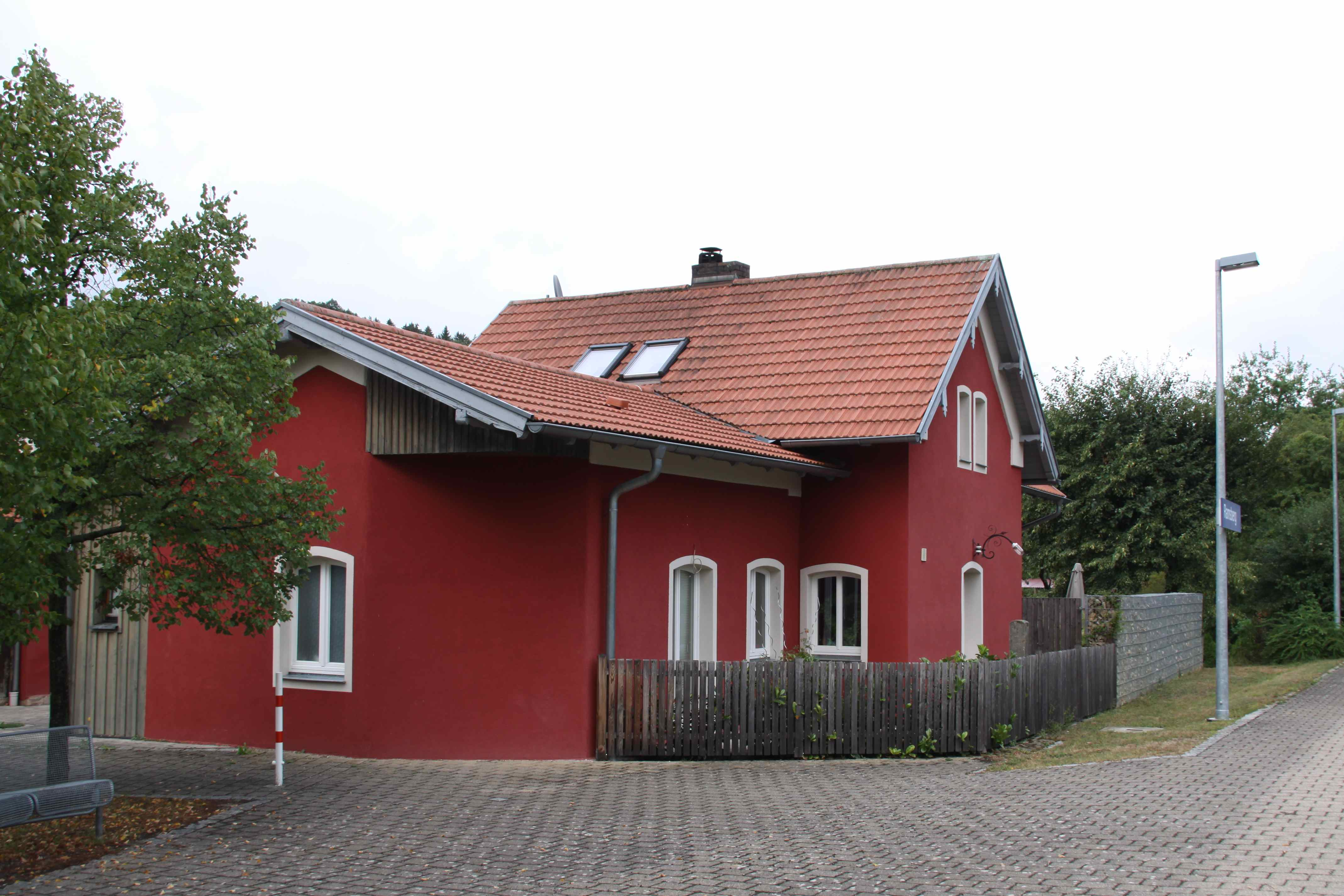
Bahnhof im Ortsteil Ramsberg

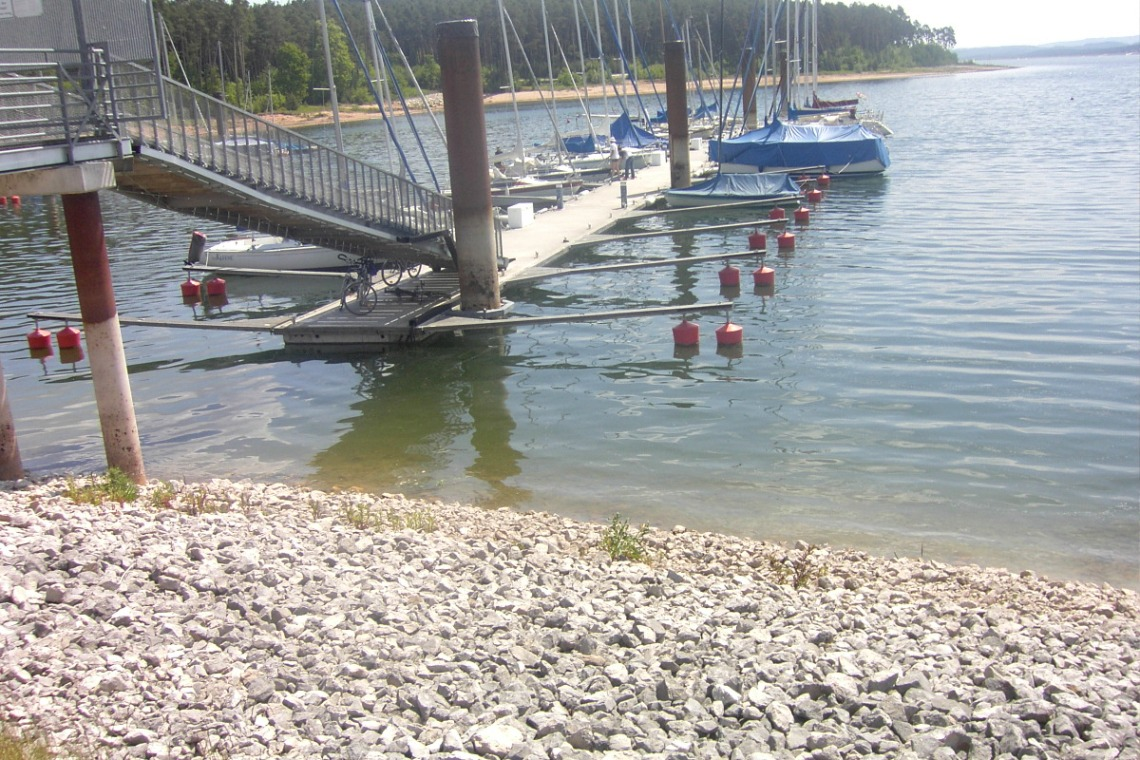
Einer der Bootsanleger am Brombachsee

Die drei- bis vierspurig ausgebaute Bundesstraße 2 (Nürnberg–Augsburg) schließt Pleinfeld in nördlicher Richtung an den Großraum Nürnberg und in südlicher Richtung an die Große Kreisstadt Weißenburg i.Bay. an. Auf Gemeindegebiet hat die Bundesstraße drei Ausfahrten. Fünf Kilometer entfernt mündet bei Ellingen die Bundesstraße 13 (Würzburg-Ingolstadt) in die Bundesstraße 2. Nürnberg ist innerhalb einer halben Stunde Autofahrt erreichbar. Die Bundesstraßen verbinden Pleinfeld mit den Autobahn-Anschlüsse der A7 (Würzburg-Ulm), A6 (Nürnberg-Heilbronn), A9 (Nürnberg-Berlin) und A3 (Nürnberg-Frankfurt).
In westlicher Richtung führt die Staatsstraße 2222 nach Gunzenhausen, durch Pleinfeld führt die St 2224 mit Anbindung an die Bundesstraße 466 (Nördlingen–Nürnberg) und die Bundesstraße 13 (München–Würzburg). Die geplante Bundesstraße 131 neu (B 131n) soll im Endausbau die Verbindung zwischen den Autobahnen 7 und 9 darstellen und damit dem Landkreis einen eigenen Autobahnanschluss verschaffen. Die Idee dieser Straßenverbindung entstand 2000 zur verbesserten Erschließung des Landkreises und des Fränkischen Seenlands.
Der öffentliche Personennahverkehr wird seit 1987 durch den Verkehrsverbund Großraum Nürnberg (VGN), den größten Verkehrsverbund Bayerns und einen der größten Deutschlands, sichergestellt. Auf dem Gebiet der Marktgemeinde Pleinfeld existieren zwei Bahnhöfe: der Bahnhof Pleinfeld und der Bahnhof Ramsberg. Pleinfeld liegt an der Bahnstrecke Treuchtlingen–Nürnberg mit halbstündlichem Halt. Darüber hinaus ist der Ort östliche Endhaltestelle der Nebenstrecke Pleinfeld-Gunzenhausen („Seenlandbahn“), die nach der Reaktivierung der Strecke im Abschnitt von Gunzenhausen bis Wassertrüdingen ab Dezember 2024 als Bahnstrecke Pleinfeld-Wassertrüdingen verlängert wurde.
Der Landkreis beteiligt sich an der Aktion BOB gegen Alkohol am Steuer. In Pleinfeld gibt es Anrufsammeltaxis (AST). Zu den Straßen in Pleinfeld siehe die Liste der Straßennamen von Pleinfeld.
Nächster Verkehrsflughafen ist der Flughafen Nürnberg. Durch Pleinfeld führen keine Bundeswasserstraßen, da kein Fluss der Region für den Schiffsverkehr geeignet ist. Am Brombachsee befinden sich mehrere Segelanlagen; bei Pleinfeld-Ramsberg liegt der größte Binnensegelhafen Deutschlands. Der nächstgelegene wirtschaftlich bedeutende Hafen ist der Hafen Roth.
Zu touristischen Zwecken verkehrt in den Sommermonaten auf dem Großen Brombachsee die MS Brombachsee, ein Trimaran, der mit seiner Architektur und Konstruktion in Europa einmalig ist, zwischen den Anlegestellen Pleinfeld-Ramsberg, Absberg, Enderndorf, Pleinfeld-Allmannsdorf und Pleinfeld-Wald.
Durch das Gebiet der Gemeinde Pleinfeld führt ein engmaschiges Netz aus Wander- und Radwanderwegen. Mehrere regionale und überregionale Rad- und Wanderwege, zum Beispiel der Europäische Fernwanderweg E8, der Frankenweg, der Altmühltal-Panoramaweg, Der Seenländer, der Main-Donau-Weg und der Deutsche Limes-Radweg, führen durch die Region.
In Pleinfeld gibt es mehrere E-Bike-Ladestation und eine Ladestation für Elektroautos.

## Sonstiges
Auf dem Gelände des Landhotels Sonnenhof in Pleinfeld befindet sich die nach Firmenangaben kleinste Öko-Brauerei der Welt.
Am Südufer des Großen Brombachsees in Ramsberg liegt der größte Binnensegelhafen Deutschlands.
Der Ortsneckname ist Sandhosn aufgrund der sandigen und waldreichen Gegend.

## Persönlichkeiten

### Söhne und Töchter der Gemeinde
- Wolfram von Eschenbach (* um 1160/80; † um/nach 1220), Parzivaldichter[46]
- Stephan Wild (1495–1550), Mediziner
- Georg Hauff (1542–1623), evangelischer Theologe
- Philipp Menzel (1546–1613), Arzt, Dichter und Botaniker, geboren auf Schloss Sandsee
- Maurus Xaverius Herbst (1701–1757), Abt des Klosters Plankstetten
- Aemilian Angermayr (1735–1803), Musiker und Geistlicher
- Euchar Adam (1748–1830), Kirchenpolitiker
- Nikolaus Stolz (1865–1944), bayerischer Politiker
- Anton Schwaiger (1879–1954), Elektrotechniker
- Wilhelm Uebler (1899–1968), Leichtathlet
- Rudolf Klinger (* 1937), Politiker
- Joachim Koch (* 1949), bildender Künstler, geboren in Pleinfeld-Stirn
- Hans-Jürgen Christ (* 1954), Materialwissenschaftler
- Franz Xaver Uhl (1955–2011), Kommunalpolitiker, in Pleinfeld-Walting geboren
- Günter Voit (* 1963), Klarinettist
- Konrad Böhm (* 1963), Künstler, in Pleinfeld-Dorsbrunn geboren
- Uwe Ritzer (* 1965), Journalist, Redakteur
- Simone Birkel (* 1970), Professorin an der KU Eichstätt-Ingolstadt, aufgewachsen in Pleinfeld-Stirn
- Andreas Straßner (* 1979), Langstreckenläufer

### Personen mit Bezug zu Pleinfeld oder den Gemeindeteilen
- Theodor Boveri (1785–1854), bayerischer Jurist und Regierungsbeamter, um 1813 Assessor am Landgericht Pleinfeld
- Michael Lefflad (1828–1900), Professor in Eichstätt, war ab 1854 Kooperator in Pleinfeld
- Josef Pfeiffer (1920–2011), Generalvikar, war Kaplan in Pleinfeld
- Johann Limbacher (1940–2025), Generalvikar, war Kaplan in Pleinfeld
- Volker Großmann (1953–2015), Fußballspieler, lebte ab ca. 1990 in Pleinfeld
- Timo Leibig (* 1985), Schriftsteller, wuchs in Pleinfeld auf
- Stanislav Herzel (* 1990), Fußballspieler, lebt in Pleinfeld